# 患者保护与平价医疗法案
《患者保護與平價醫療法案》（英語：Patient Protection and Affordable Care Act，PPACA），亦稱為《平價醫療法案》（英語：Affordable Care Act，ACA），俗稱歐巴馬健保（Obamacare），是美國第111屆國會制定的聯邦法規，由巴拉克·歐巴馬總統於2010年3月23日簽署成為法律。加上《2010年醫療衛生和教育協調法》修正案，意味此兩項措施是美國醫療系統自1965年通過聯邦醫療保險（Medicare）與聯邦醫療補助（Medicaid）之後，最重要的監管改革，而覆蓋範圍亦有所擴張。

## 概論
PPACA主要的規定在2014年開始生效。到2016年，美國無醫療保險覆蓋人口的比率已大致減少一半，估計增加投保的人數是2,000萬至2,400萬人。此法案更制定各式醫療衛生產業（參看#醫療衛生的提供）的改革，目的是控制醫療衛生服務的成本，同時提高服務品質。法律生效後，整體醫療衛生支出的增長速度放緩（包括雇主資助的醫療保險計劃支付的保費）。
覆蓋範圍的擴大，大致是由於Medicaid資格的擴大，以及個人醫療保險市場的改變。前述兩者都得到新的經費，資金的來源是利用新的稅收、Medicare支出減少，及降低優惠醫療保險支出的方式取得。美國國會預算辦公室（CBO）的幾份報告都指出，總體上這些規定已降低預算赤字，若廢除PPACA，赤字將增加，根據法案，向美國所得前1％的富人徵稅，用來補助全國收入最低家庭中的40%（大約平均是600美元的福利），國民收入不平等情況因而降低。
法案在大體上保留Medicare、Medicaid、及雇主為僱員購買醫療保險（參看美國醫療保險）的既有架構，但是在個人醫療保險市場則做了大幅度改革。保險公司被要求必須接受所有投保人（參看保證條款），不得因為個人的既有身體狀況，或者根據人口學狀況（年齡因素除外）而有不同收費方式。為克服由此所產生投保者的逆向選擇，法案要求所有人接受個人強制納保（不然就繳納罰款/稅款），並要求所有保單必須包括有"基本醫療保險福利"。
PPACA在頒布之前以及之後，都遭受政治上強烈的抗拒，有人呼籲廢除，或是採取法律訴訟（參看《患者保護與平價醫療法案》的憲法挑戰）。在全國獨立企業聯盟訴西貝利厄斯案，最高法院裁定各州可選擇不參與PPACA要求的Medicaid擴張計劃（Medicaid expansion），但是整體而言，PPACA並未受太大的改變。醫療保險市集（或稱醫療保險交易所），以及聯邦醫療保險交易所網站在2013年推出之始，曾發生過重大技術問題。民意調查發現，法案最初遭遇多數人的反對，但是法案裡面有些個別規定則相當受歡迎，到2017年，法案已獲得多數人的支持。唐納·川普總統在2017年通過減稅與就業法案，從2019年開始，對於違反個人強制條款的人免除聯邦罰款。這就引起人們對PPACA是否仍符合憲法的質疑。

## 法案具體規定

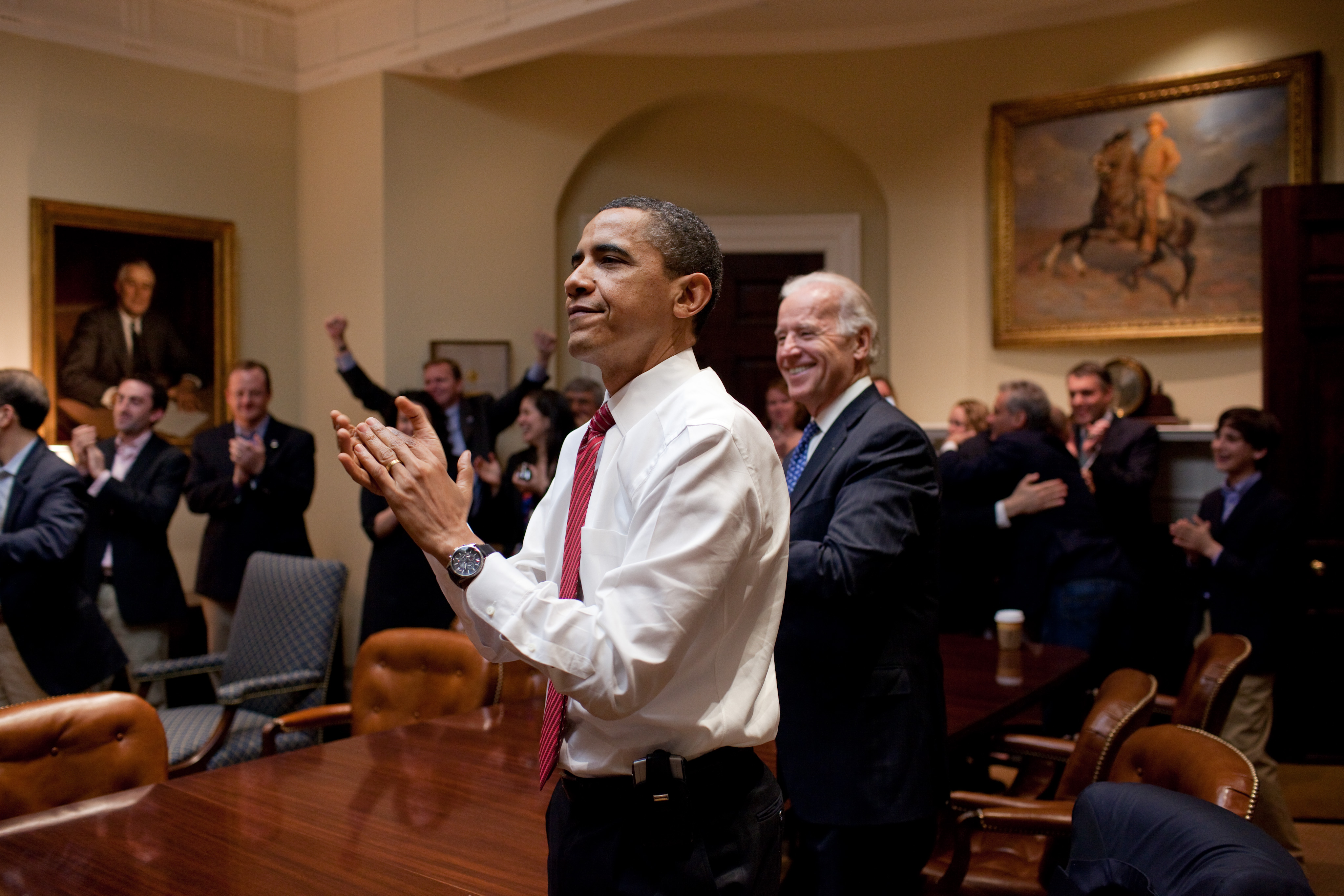
眾議院在2010年3月21日通過法案時，歐巴馬總統和白宮幕僚的反應。

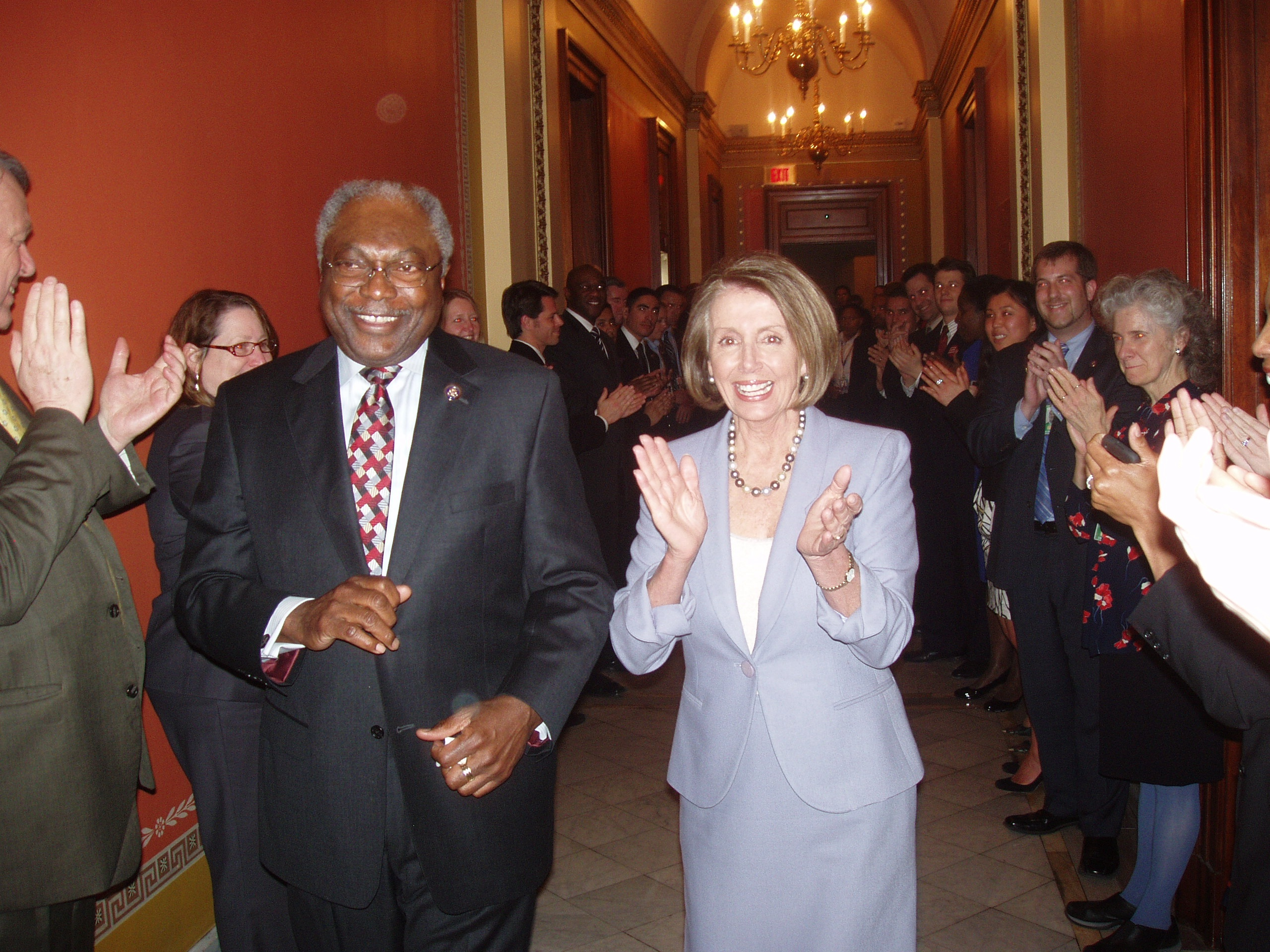
當時民主黨黨鞭吉姆·克萊伯恩，以及眾議院院長南希·佩洛西鼓掌慶祝法案修正案在2010年3月21日獲得通過。

PPACA對1944年《公共衛生服務法》做修訂，並在《美國法典第42條》內插入平價醫療相關規定。個人保險市場被徹底改革，許多新法規被制定以適用這個市場，Medicare、Medicaid、以及雇主為僱員投保的結構大體獲得保留。雇主為僱員投保市場有新的適用法規，美國醫療系統因有改革而受到影響。

### 保險法規：個人保單
所有出售給個人和家庭的醫療保單都包含新條款。新條款在2014年1月1日生效，包括有：
- 保證條款（英语：guareanteed issue），禁止保險公司因投保者有既有身體狀況而拒絕承保。
- 要求各州確保對無法透過家庭保險取得覆蓋的兒童，提供保險。
- 有做部分社區評級（英语：community rating）的地方，保費只能因年齡和地點而有變化，不得與投保者既有身體狀況關聯。年長者的保費不得超過最年輕投保者的3倍。[21]
- 必須包括基本醫療保險福利。美國國家醫學院把法案的"基本醫療保險福利"定義包含有"門診護理、緊急醫療服務、入院治療、婦產和新生兒護理、心理健康和藥物濫用服務，包括行為健康治療、處方藥、復健醫學以及器械、化驗室檢驗服務、預防醫學、保健服務和慢性病管理、以及小兒科服務，包括口腔和視力保健"[22][23]及其他服務[24]，還有被美國預防服務工作隊（英语：U.S. Preventive Services Task Force）[25]評定為A級或B級的服務 。[26]在確定基本醫療保險福利之時，法案要求這些福利要包含在"典型雇主醫療保險計劃"裡面。[27]各州可要求加入其他額外的福利。[28]
- 為婦女提供預防醫學服務和篩檢。[29]"對有生殖能力的婦女，提供美國食品藥品監督管理局（FDA）核准的的避孕方法、絕育手術、以及患者教育和諮詢服務。"[30]這項規定適用於所有雇主和教育機構，宗教組織則除外。[31][32]這些規定都包含在美國國家醫學院的建議裡面。[33][34]

- 禁止對基本醫療保險福利設定年度和終身覆蓋的上限。[35][36]
- 禁止保險公司在投保人生病時，停止保險覆蓋。[37]
- 所有保單必須載明個人或家庭的醫療費用（不包括保費本身）的年度自付額（maximum out of pocket（MOOP））上限。達到上限時，超過的費用由保險公司負擔。[38]
- 預防性護理，疫苗接種和醫學篩檢（英语：Screening (medicine)）不得要求有共付額、共同保險、或自負額（或稱免賠額）。[39][40][41]具體項目包括：乳房攝影術和結腸鏡檢查、健康檢查、妊娠糖尿病篩檢、人類乳突病毒檢測、性傳染病諮詢、愛滋病毒篩檢和諮詢、避孕方法、母乳喂養教導/用品、以及家庭暴力篩檢和諮詢。[42]
- 法案在覆蓋範圍方面設立四個等級：銅級、銀級、金級、和白金級。所有級別均包含基本醫療保險福利。不同級別的保費和自付費用各有不同：銅級的月保費最低，自付費用最高，而白金級剛好相反。[43]覆蓋醫療費用的百分比平均為：60％（銅級）、70％（銀級）、80％（金級）、和90％（白金級）（差額部分由投保人自付費用負擔）。[44]
- 保險公司必須對所有新保單的覆蓋範圍決定的方式，還有索賠的方式，設定上訴程序。[37]
- 保險公司必須最少把收取保費的80-85％用在醫療費用之上；無法達到時，少支出的部分必須退還給投保人。[45][46]

### 個人強制納保
個人強制納保的規定要求每個人都須購買醫療保險，否則就得繳罰款。要求民眾透過保險市集購買保險的規定和限制是為了避免發生保險死亡螺旋發生，盡力減少搭便車問題，並防止醫療保險系統屈服於逆向選擇。
強制納保規定的目的是增加受保險覆蓋人口的規模和多樣性（包括更多年輕和健康的參與者），把風險庫的規模擴大，分散成本負擔。
未受個人強制納保規定約束的人有：
- 估計約有800萬非法移民（約佔所預測2,300萬無醫療保險覆蓋人口的三分之一）。這些人沒獲得保險費補貼和Medicaid的資格。[51][52]但他們仍可受到緊急醫療服務的覆蓋。（關於非法移民，請參看美國的非法移民人口（英语：illegal immigrant population in the United States））
- 有加入Medcaid的資格，但尚未加入的公民。[53]
- 購買保險的成本超過家庭收入的8％的公民，也不需繳納罰款。[53]
- 在選擇退出Medicaid擴張計劃的各州，那些既未獲得現有Medciad計劃，也沒有保費補助資格的公民。[54]

根據《2017年減稅與就業法案》從2019年開始，違反個人強制納保的罰款/稅收的規定被撤銷。

### 保費補助
家庭收入落在聯邦貧窮標線（federal poverty level (FPL)）的100％到400％之間的個人，如果他們沒取得Medicare、Medicaid、或兒童醫療保險計劃（CHIP）的資格，或者其他形式的公共補貼的醫療保險，他們同時也無法透過自己或家庭成員的雇主去獲得平價的保險（保費不超過僱員收入的9.86％），就可獲得透過醫療保險交易所購買保險的保費補助（由聯邦提供）。但是收入落入聯邦貧窮標線以下的家庭，沒有獲得這類補助的資格。家庭收入低於聯邦貧窮標線100％的合法移民，如果他們沒有獲得Medicaid的資格，但若能符合其他要求的條件，則有資格受到補助。已婚且共同報稅者才能獲得補助。只有美國公民或是擁有合法居留權者才能獲得補助。
補助由政府預先提供，將來透過個人稅收抵免來沖抵。
補助的金額足以降低銀級計劃受保者根據他們收入遞減方式計算出來的保費。這種計算是按照家庭收入在聯邦貧窮標線水準百分比，每年會略有不同。2019年，從佔收入的2.08％（落在貧窮標線的100％到133％）到9.86％（落在300％到400％）不等。透過交易所購買的保險就可享受補助，但不能用在災難性保險計劃。補助不得超過保費本身的金額。
（本節中所提的"收入"是指調整後總收入。）
加入醫療保險市集（交易所）小企業醫療保險計劃（SHOP Marketplace）的企業，有享受稅收抵免的資格。
| 收入與聯邦貧窮標線相比 % | 保費上限，以所得百分比表示 | 所得a    | 最高b扣除補助後保費 (保費第二低的銀級) | 最高自付費用 |
| --- | -------------------------- | -------- | -------------------------------------- | ------------ |
| 133% | 所得的3.11%                | $33,383  | $1,038                                 | $5,200       |
| 150% | 所得的4.15%                | $37,650  | $1,562                                 | $5,200       |
| 200% | 所得的6.54%                | $50,200  | $3,283                                 | $5,200       |
| 250% | 所得的8.36%                | $62,750  | $5,246                                 | $12,600      |
| 300% | 所得的9.86%                | $75,300  | $7,425                                 | $15,800      |
| 400% | 所得的9.86%                | $100,400 | $9,899                                 | $15,800      |
| a.^ 2019年，聯邦貧窮標線為25,000美元（阿拉斯加州和夏威夷州除外）。 b.^ 如果銀級投保人的保費大於這一欄所列，補助就會讓保費向這一欄看齊，若是原來就低於這一欄，則無補助。兒童醫療保險計劃的保費不會比這一欄的金額大。 Note: 本表數字不適用於阿拉斯加州和夏威夷州 |                            |          |                                        |              |

### 醫療保險交易所
PPACA要求在每一州都設有醫療保險交易所。交易所受聯邦或州政府管理，主要是網路交易市集，個人、家庭、和小型企業可在這裡購買到醫療保險計劃。交易所在2014年首度開始運作。有些交易所還提供Medicaid的申請取得。
自行設立交易所的各州，擁有某些在標準和價格上的自主權。例如，各州核准可在交易所銷售的保險計劃，從而（通過談判）去影響保費價格。他們可要求增加額外的承保範圍，例如墮胎。或者，各州可讓聯邦政府接管他們的交易所。

### 對保險公司分擔費用提供補助
PPACA要求保險公司針對在交易所購買保險，而收入在聯邦貧窮標線250%之下的人，減少共付額和自負額。有接受Medicaid者則不符合減免條件。
所謂的分攤費用補助是政府支付給保險公司，作為它們收入減少的補償。2017年，這種補助大約是70億美元，而政府給予保險公司保費收入的稅收抵免則高達340億美元。
這種稅收抵免被定義為政府預算中的強制性支出，不需要國會的年度批准。但是分攤費用補助並沒有被明確定義為強制性支出。而導致日後有訴訟發生，導致撥款中斷。

### 風險管理
PPACA採用多種方法，以協助緩解由於許多變化，而帶給保險公司業務中斷的風險。

#### 風險通道
風險通道計劃是一個臨時性的風險管理工具，:1以鼓勵抗拒PPACA的保險公司在2014年至2016年加入PPACA的醫療保險市集。期間美國衛生及公共服務部(DHHS)會讓加入市集而發生虧損的保險公司，由有盈利的保險公司分攤它們部分的虧損。同樣的，對於聯邦醫療保險D部分也建立類似的風險通道機制。
許多保險公司最初都參加交換所的風險通道計劃。但是，這個計劃並未按計劃達到收支平衡，在2014年和2015年損失高達83億美元。DHHS必須獲得國會批准，才能從"一般政府收入"中取得經費支付給保險公司。但是，根據《2014年綜合撥款法》（HR 3547），規定不得有任何經費"用於支付風險通道"。讓政府對在交易所提供保險計劃的保險公司，有無法支付而發生違約的可能。
幾家保險公司在美國聯邦索賠法院提起訴訟，要求政府補償據認為根據“風險走廊”計劃下欠他們的經費。雖然有幾案沒有結果，但是在2017年2月10日，在Moda Health訴美國政府一案，Moda Health（幾家因政府延遲付款而導致財務困難的保險公司之一）打贏官司，政府需向其支付2.14億美元。聯邦賠償法院法官Thomas C. Wheeler指出："政府在風險通道計劃中做出承諾，但並未兌現。今天法院指示政府去兌現這一承諾。畢竟對[Moda]而言：'該被嘲笑的是你們。你不該相信我們'這個不值得信任的偉大政府。"美國政府把Moda Health一案與其他保險公司的上訴一併送到美國聯邦巡迴區上訴法院；聯邦巡迴法院推翻Moda Health案的一審判決，並對所有案件均做出對政府有利的判決，即根據撥款附加條款可停止政府必須償還剩餘欠款的義務。最高法院在合併案“緬因州社區醫療保險選擇訴美國政府案”把聯邦巡迴法院的判決推翻，重申惠勒法官（Thomas C. Wheeler）的判決，政府有責任根據PPACA支付這些經費，認為利用撥款附加條款來避開付款義務為不合法。

#### 再保險
當時安排臨時再保險的目的是為穩定保費，不讓保險公司擔心因為高風險投保者的加入，而必須拉高保費。再保險是根據既往發生的風險來計算成本，而不是根據前瞻性風險作成本評估。2014年至2016年的再保險均已取得無虞。

#### 風險調整
風險調整涉及的是把資金從風險較低的投保者區塊轉移到風險較高的投保者區塊。法案的目的是希望鼓勵保險公司透過創造價值和利用效率來競爭，而不只是去吸收較健康的投保者。在談到的這三個風險管理計劃（風險通道、再保險、風險調整）裡，只有風險調整是永久性的。利用風險低的保險計劃去補貼風險高的計劃。

### 聯邦醫療補助擴張
PPACA從2014年開始修訂，並把Medicaid的資格限制擴大。所有收入達到聯邦貧窮標線133％的美國公民和合法居民，包括無撫養子女的成年人，在參與Medicaid計劃擴張的各州都有資格受到覆蓋。聯邦政府在2014年、2015年、和2016年負擔全部增加的費用；在2017年降為只負擔95％，在2018年降為94％，在2019年降為93％，在2020年及以後年份降到90％。法律還規定有5％"無需考慮的收入"，讓實際資格限制達到貧窮標線的138％。但是，最高法院在全國獨立企業聯盟訴西貝利厄斯案中裁定PPACA的這一規定具有強制性，各州可以選擇維持在PPACA之前的資格標準來執行。

### 在聯邦醫療保險計劃節省
美國政府問責署（GAO）和聯邦醫療保險付款諮詢委員會認為相對於標準的Medicare，私人優惠醫療保險保單成本過高，因此把販賣這種保險的公司和藥品公司的報銷率降低；對於未達到效率和護理標準的醫院，也把他們的報銷率降低。

### 稅收

#### 聯邦醫療保險稅
自僱人士的收入和個人薪資，每年超過200,000美元的，需繳納0.9％的附加稅。夫妻共同申報的起徵點為250,000美元（這個門檻適用於他們申報的年度總收入），夫妻分開申報的起徵點為125,000美元。
在PPACA的配套立法裡面，即《2010年醫保與教育協調法》，對未實現收入（特別是淨投資收入，和調整後總收入超過上述收入限額的金額，兩者取其小者）徵收3.8％的附加稅。

#### 消費稅
PPACA對超過指定美元金額的"凱迪拉克保險單"，對雇主保費總支出（最初為每年10,200美元的個人保險，和27,500美元的家庭保險）徵收40％的消費稅，稅率根據通貨膨脹指數調整。這個稅原定於2018年生效，但由於《2016年綜合撥款法》的通過，而延遲2020年實施。對處方藥進口商和製造商徵收的消費稅總額為30億美元。還對購買醫療器械徵收2.3％的消費稅，對室內曬黑服務徵收10％的消費稅。

### 兒童醫療保險計劃
登記加入CHIP的流程被簡化。

### 被扶養子女
被撫養子女得以留在他們父母的保險計劃內受到覆蓋，包括不再與父母同住、不再列為父母納稅表上的受扶養親屬、不再是學生、或是已婚，直到滿26歲為止。

### 雇主強制條款
如果政府有透過減稅或其他方式，對全職員工的醫療保險提供補助，則僱用50名或以上人員的企業，但未提供醫療保險給全職員工的，會被徵收額外稅款。這通常稱為雇主強制條款。有這條款的原因是為促使雇主在醫療保險交易所開始營業後，繼續為員工購買保險。

### 美國醫療系統改革
法案包括有這種改革的目的，是對醫療機構的成本做控制，以及提高服務品質。包括為降低醫療照顧相關感染和醫院再入院而進行的報銷改變，有捆綁式付款計劃，以及設立聯邦醫療保險和聯邦醫療補助創新中心、獨立支付諮詢委員會、以及盡責護理組織。

#### 醫院品質
醫療衛生服務的成本/品質計劃包括減少醫療照顧相關感染，採用病歷電子化、醫療機構間的協調、以及強調品質比數量重要。

#### 捆綁式付款
Medicare從按服務收費，改為捆綁式付款。所謂捆綁式付款方式是向醫院和醫師群，對於整套療程（例如髖關節置換手術）來做一次整體支付，而不是分開支付給不同的服務單位。

#### 盡責護理組織
聯邦醫療保險共享儲蓄計劃（MSSP）是根據PPACA第3022條所建立。通過這個計劃，可設立盡責護理組織，並與聯邦政府進行互動。這個組織是透過按服務收費的模式來運作。
盡責護理組織由為Medicare患者提供協調護理的醫生、醫院、和其他服務機構所組成，他們繼續使用按服務收費的方式來經營。因為他們盡力降低成本，在達到預防和改善慢性病狀況的品質標準時，可從政府獲得額外獎金，如果他們無法達到標準，則有罰則。
患者不需要從盡責護理組織獲得全部的護理服務，與健康維護組織營運方式不同。盡責護理組織的另一個與健康維護組織不同之處，是必須達到護理品質的標準。

### 聯邦醫療保險藥品覆蓋（D部分）
參與聯邦醫療保險D部分的投保人，在用盡最初的賠償金額之後，在達到災難性保險的金額門檻前，購買品牌藥品可享受50％的折扣。到2020年，藥品費用覆蓋差距，俗稱"甜甜圈洞"將被完全補正（請參考聯邦醫療保險D部分費用差距）。

### 州創新豁免
從2017年起，各州可申請"州創新豁免"以進行符合特定條件的實驗。要獲得豁免，申請的州必須通過立法，建立替代性醫療衛生體系，體系至少提供與 PPACA一樣有全面性、平價、覆蓋同樣多的居民、同時不增加聯邦赤字。這些州可不實施PPACA的某些規定-包括個人和雇主的強制條款，設置保險交易所。如果州民無法從州的實驗計劃獲得賠償（保費補助，稅務減免），他們可從PPACA獲得等同的補償。

### 其他保險條款
曾有根據《社區生活援助服務和支持法》（或稱《 CLASS法》）為僱員建立自願性和公共的長期護理保險方案，但由於方案不切實際而被取消。
也有由成員自己管理的非營利性保險公司-消費者操作與定向計劃（Consumer Operated and Oriented Plans (CO-OP)），可根據 5年期的聯邦貸款開始提供醫療保險。美國最初有23個這樣的組織，到2017年只剩4個仍在運營。

### 菜單標示卡路里
根據PPACA營養成分標籤要求，展示標籤工作要在2010年正式開始，實際上是拖到2018年5月7日才實施。

## 立法歷史

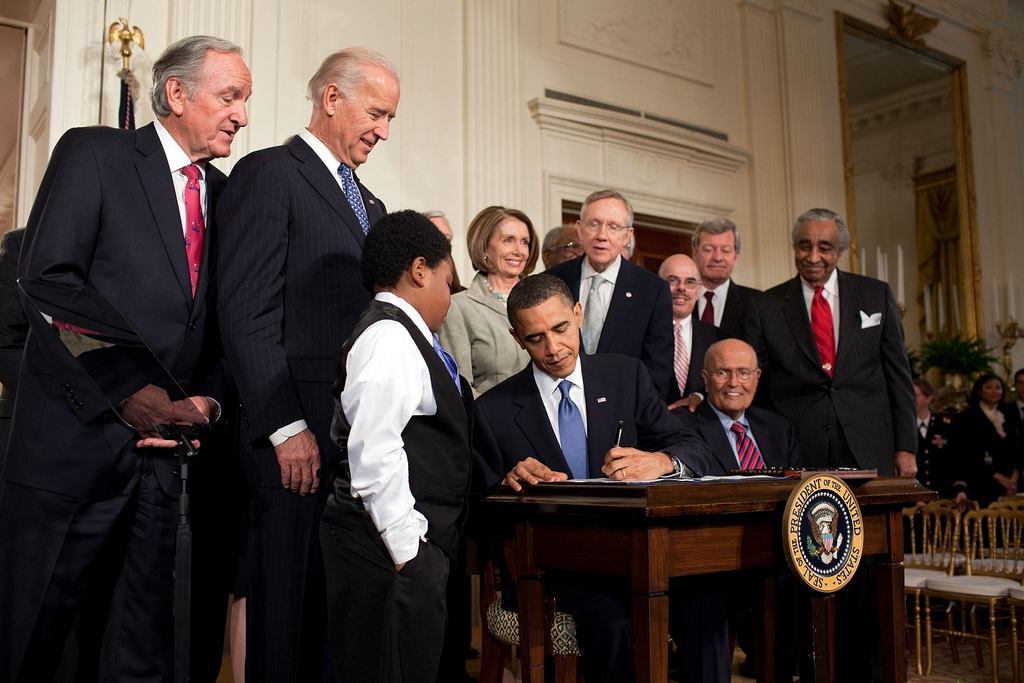
歐巴馬總統在2010年3月23日簽署患者保護與平價醫療法案，成為法律。

PPACA之前有不同的團體提出各項醫療保險改革建議，均未成功。少數達成的是健康儲蓄帳戶（2003年）、醫療儲蓄帳戶（1996年）（也稱彈性支出帳戶），這些創新把保險的選擇權增加，但並未實質性擴大覆蓋範圍。醫療衛生在多次總統選舉都是競選中的主要議題，但在2009年之前，任一方都沒有足夠的選票來贏過對方。

### 個人強制納保
個人強制納保的概念至少可以追溯到1989年，當時美國保守主義的傳統基金會提出個人強制納保，以替代單一支付者醫療衛生系統。保守派經濟學家以及共和黨籍的參議員曾經一度擁護這個概念，把它當作一種可做醫療衛生改革的市場運作法則，個人自行負擔責任，又可避免搭便車問題。具體而言，根據1986年通過的《緊急醫療和積極勞動法》（EMTALA），所有參與Medicare的醫院，對任何有需要者，都必須提供急診服務，因此政府經常是間接的去承擔那些無力支付者的醫療費用。
比爾·柯林頓總統曾大力提倡過1993年醫療衛生改革計劃，最終未能通過。而柯林頓與第105屆美國國會透過談判達成妥協，於1997年制定州兒童醫療保險計劃（SCHIP，後改稱CHIP）。柯林頓1993年的計劃包括一項，要求雇主透過健康維護組織的市集規範，提供醫療保險給所有僱員。共和黨籍參議員則提出替代方案，要求個人，而非雇主去購買保險。

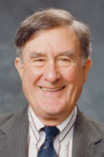
共和黨籍參議員约翰·查菲

共和黨提出的《1993年醫療衛生平等與取得改革法案》（HEART）包含"全民覆蓋"的要求，對不遵守者有罰則，有個人強制納保條款，以及針對各州的'購買保險團體'提供補助。擁護者包括著名的共和黨籍參議員，例如約翰·查菲、奧林·哈奇、查克·格拉斯利、羅伯特·班尼特、和基特·邦德。1994年共和黨提出的《消費者選擇健康安全法（Consumer Choice Health Security Act）》最初包含一項個人強制條款，並有罰則； 然而法案提出者唐·尼科爾斯隨後把這條款刪除，並指出："政府不應強迫人們購買醫療保險"。在提出強制納保建議時，共和黨人並未提過有憲法問題。幫布希總統制定一項提案（其中包含有個人強制納保條款）的經濟學家馬克·保利曾說："我根本不記得有人反對過這個提案。1994年的CBO把這種強制納保就當作是一種稅而已。 " 

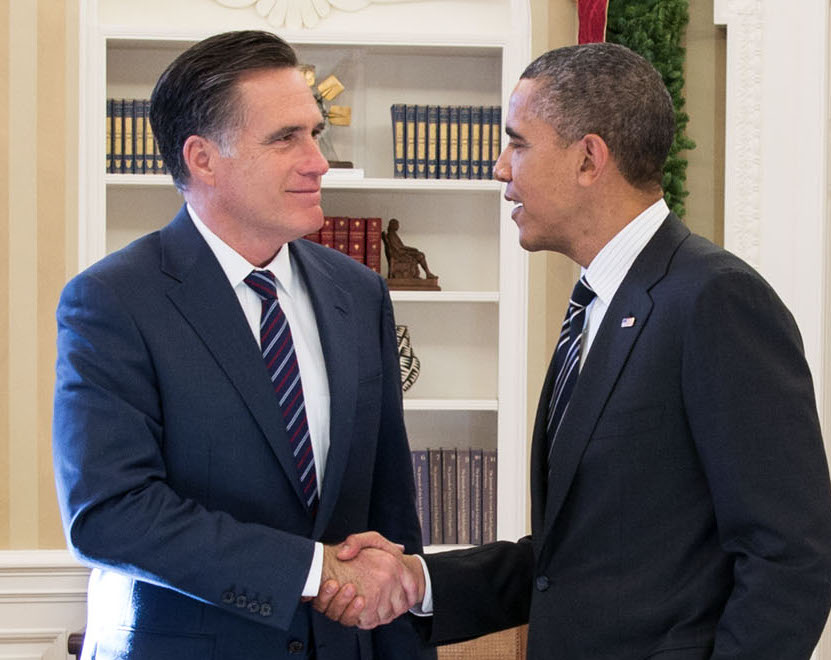
米特·羅姆尼擔任麻薩諸塞州長時，把州民的醫療保險覆蓋率從90%增加到98%，為美國之最。

2006年，麻薩諸塞州在州內頒布保險擴張法案。這個法案既包含個人強制納保，又包含保險交易所。共和黨籍州長米特·羅姆尼否決這一強制規定，但民主黨人又否決他的否決權，然後他將此法案簽署成為法律。共和黨人首先對羅姆尼在麻薩諸塞州設置"名為'Health Connector'的醫療保險交易所"和個人強制納保給予讚揚。羅姆尼在2008年總統大選期間，參議員吉姆·德敏特讚揚羅姆尼能"採納良好的保守思想，例如私人醫療保險，並將每個都納入保險覆蓋"。羅姆尼談到個人強制納保時說："我為我們所為感到自豪。如果麻薩諸塞州能成功做到這點，將會成為美國人的榜樣。"
2007年，共和黨籍參議員羅伯特·班尼特和民主黨籍參議員榮恩·魏登共同推出《健康美國人法案》，這個法案的特色是有個人強制納保和州立的醫療保險市集。法案獲得兩黨支持，但在委員會中被推翻。在 2008年醫療衛生改革辯論期間，許多前述健康美國人法案的發起人和共同發起人仍在國會中擔任議員。
到2008年，許多民主黨人正考慮把健康美國人法案的要點作為醫療改革的基礎。專家說，這個最終於2009年和2010年在國會通過的PPACA法案，與2007年的法案有相似之處，法案同時也包含有麻薩諸塞州的改革理念。

## 影響

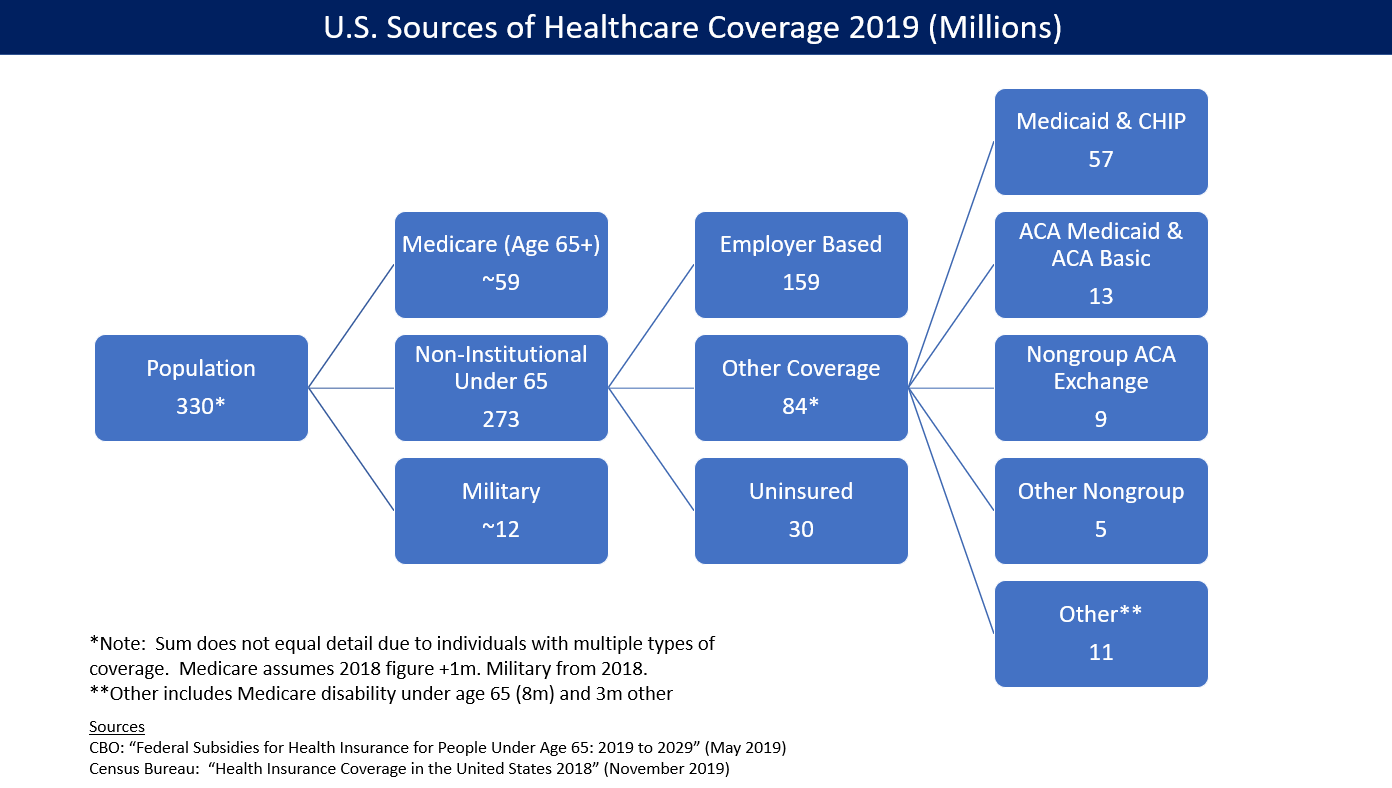
美國在2016年醫療保險覆蓋的流程源頭，CBO估計，PPACA透過醫療保險交易所以及擴大Medicare補助，讓2,300萬美國人得到醫療保險覆蓋。

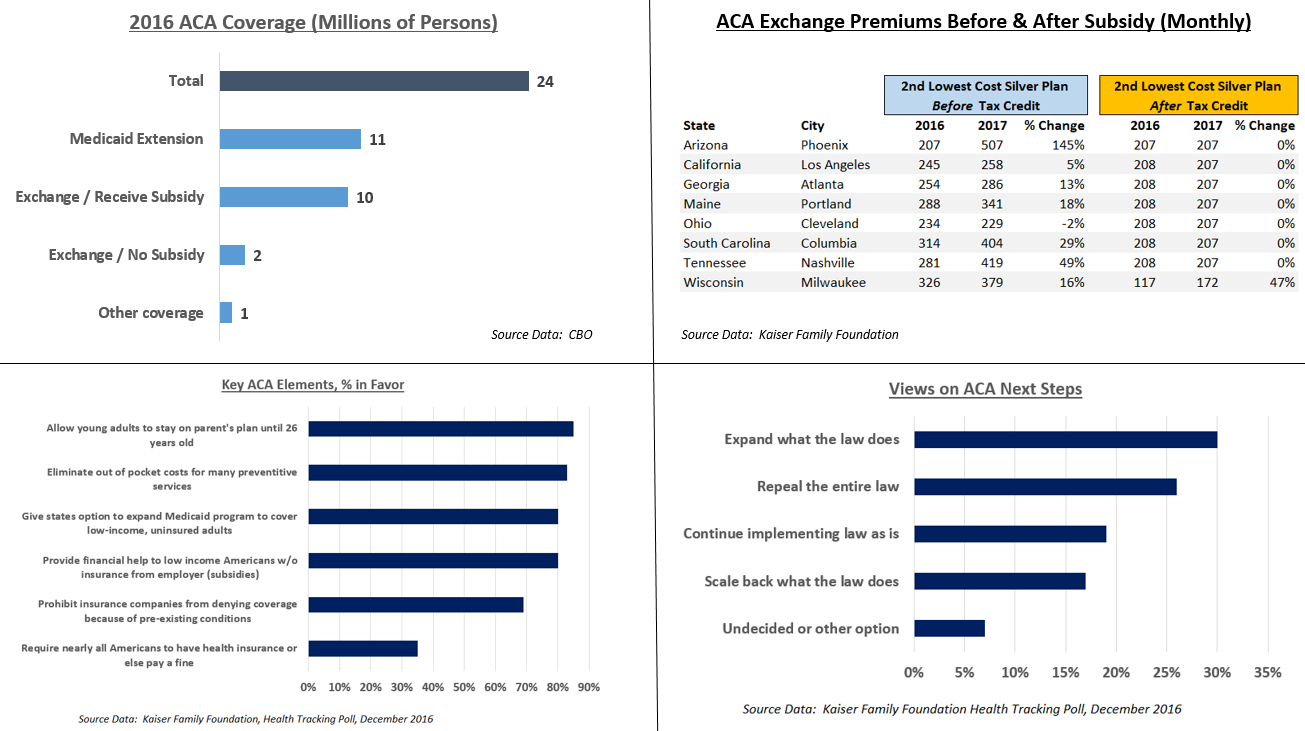
本圖表顯示PPACA實施後的幾個狀況，譬如覆蓋的人口數目，補助前及後受保人的成本，還有輿論情況。

### 覆蓋範圍
PPACA大幅減少無醫療保險覆蓋的人數和人口佔比。美國疾病管制與預防中心（CDC）報告說，無醫療保險的人數比率從2010年的 16.0％下降到2016年的8.9％（當年1月至6月期間）。從2013年到 2015年，在每個國會選區的比率都有所下降。
CBO在2016年3月的報告中說，大約有1,200萬人透過醫療保險交易所購買保險（他們之中有1,000萬人獲得保費補助），有額外 1,100萬人加入Medicaid。在總計2,400萬受保人之中，另有100萬受到PPACA的"基本醫療計劃"覆蓋。CBO估計，PPACA可在2016年把無保險覆蓋的人數減少2,200萬人（CBO對數字計算的方式，是把增加承保總額2,600萬人，減去 400萬"透過雇主投保"和"非團體以及其他方式投保"而得）。
DHHS估計，截至2016年2月，有2,000萬成年人（18歲到64歲）因為PPACA而獲得醫療保險覆蓋；同樣的，城市研究所在2016年所做的研究發現，有1,920萬美國的非老年人從2010年到2015年獲得醫療保險覆蓋。2016年，CBO估計無醫療保險覆蓋的人數約為 2,700萬人，約佔總人口的10％，扣除非法移民的話，佔比降為7-8％。
在2016年的第一季，參與Medicaid擴張計劃的州，他們的無保險覆蓋人口比率平均為7.3％，而沒有參與的州則為14.1％。截至2016年12月，已有32個州（包括華盛頓特區）參與聯邦醫療補助的擴張計劃。在2017年的一項研究顯示，PPACA把獲得醫療服務方面的社會經濟差異有所降低。
PPACA把美國18歲到64歲之間無醫療保險覆蓋的人的佔比，從2010年的22.3％降低到2016年的12.4％。PPACA頒布後的10年之內，獲得保險覆蓋的人數增加2,100萬人。在這10年內，法案對醫療衛生有正面的影響，死亡率也有所降低。截至2018年，有9%的美国人没有医疗保险，有23%的人没有牙科保险。

### 稅收

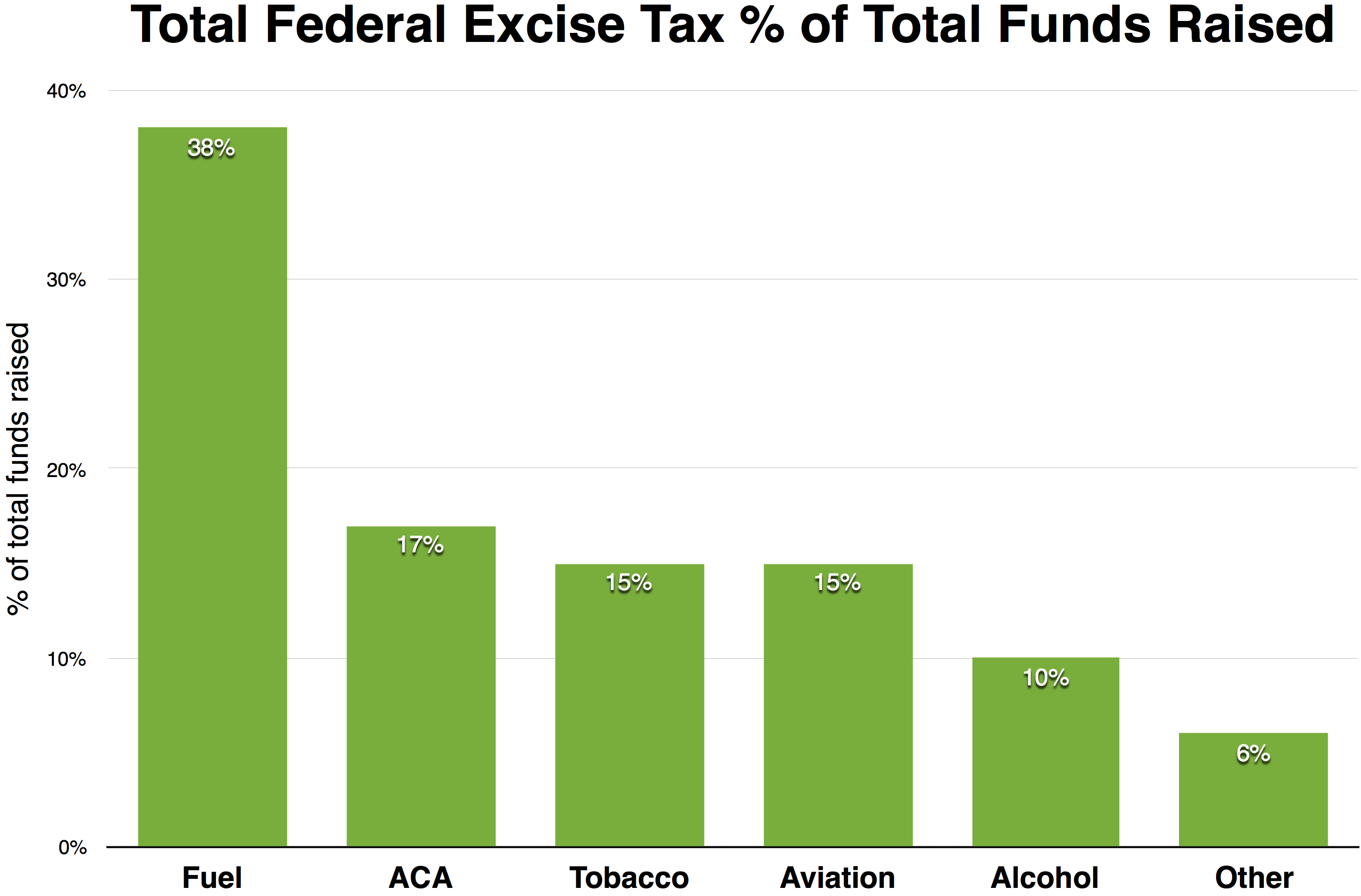
美國2015年各項消費稅來源佔比

PPACA在2015財務年度徵收到的消費稅是163億美元。其中113億美元是根據醫療保險公司的市場佔有率直接徵收，另外有30億元是對處方藥的進口商和製造商所徵收。個人強制納保稅是每年每人695美元，或每個家庭至少2,085美元，最高可達家庭收入的2.5％（取其高者徵收）。這種強制納保稅賦在2018年底已降為零。
在2018財務年度，個人強制納保和雇主強制納保各自徵收有40億美元。對保險公司和製藥商徵收到消費稅180億美元。所得稅附加費則徵收有4,370億。
因為徵收所得稅附加費和提供保費補助，PPACA把稅後收入的不平等情況有所降低。CBO估計，2016年根據法案支付給1,000萬人的補助，平均每人有4,240美元，總計約420億美元。雇主購買醫療保險的稅收補助在2016年約為每人1,700美元，總計為2,660億美元。

### 醫療保險交易所
截至2016年8月，有15個州經營自己設立的醫療保險市集（交易所）。其他州或者使用聯邦設立的市集，或者與聯邦政府合作經營，或者由聯邦政府提供支援。到2019年，只有12個州和華盛頓特區經營自己設立的市集。

### 聯邦醫療補助擴張

各州參與Medicaid擴張情況。

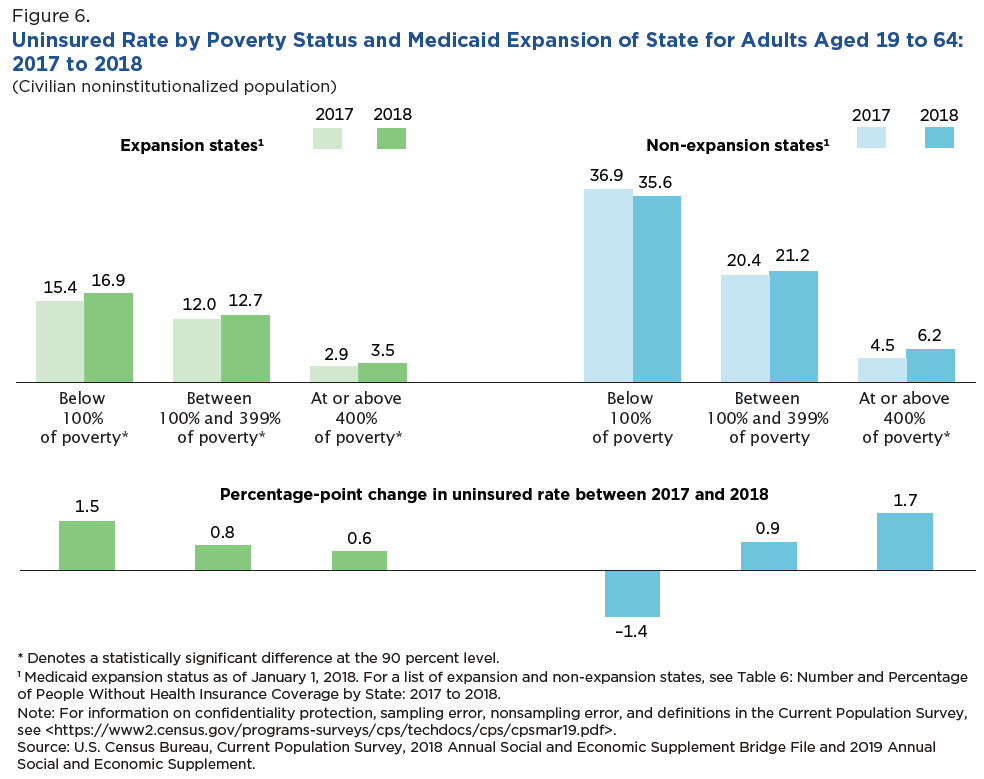
參與Medicaid擴張各州在2018年，在各式所得水準之下，州民的無保險覆蓋率都比較低。

截至2019年12月，已有37個州（包括華盛頓特區）參與Medicaid擴張計劃。在18歲到64歲的成年人中，參與擴張的州在2016年第一季的平均無保險覆蓋率為7.3％，而其他州的無保險覆蓋率則為14.1％。最高法院於2012年做出判決認為，如果各州不根據PPACA擴張，也不會失去聯邦的補助資金，有幾個州拒絕做擴張。美國有超過一半的無醫療保險覆蓋人口是這些州的居民。
聯邦醫療保險和聯邦醫療補助服務中心（CMS）估計，2015年擴張成本為每人6,366美元，比先前的估計高出約49％。估計有900至1,000萬人因此獲得Medicaid的覆蓋，大多數是低收入成年人。凱撒家庭基金會在2015年10月估計，由於有幾個州拒絕參與擴張計劃，因此無保險覆蓋人口再增加310萬人。
在許多州，有很多居民的收入遠低於貧窮標線的133％。在許多州，無論州民的收入水準為何，無子女的成年人都無法得到Medicaid。 由於身處在貧窮標線以下的人無法從保險交易所獲得醫療保險補助，這些人沒有任何辦法來取得保險覆蓋。例如在堪薩斯州，只有四肢健全、且有子女、而且收入低於貧窮標線32％的成年人才有資格獲得Medicaid，收入在貧窮標線32％至100％之間的家庭（一家三口的收入在6,250美元至19,530美元之間）沒有資格獲得Medicaid，也無資格得到補助來另外購買醫療保險。無子女，四肢健全的成年人沒有取得Medicaid的資格。
關於拒絕參與Medicaid擴張所產生的衝擊，研究的結論是多達640萬人被判定收入足夠，無資格取得Medicaid，也沒資格透過醫療保險交易所取得保費補助。一些州辯稱他們無力負擔2020年規定的10％分攤（到2020年，聯邦會負擔90%的成本，所餘由各州負擔）。一些研究顯示，拒絕參與Medicaid擴張，會讓無償急診護理支出增加，整體醫療成本反而會提高，否則Medicaid的覆蓋可部分負擔到這些成本，
在2016年所做的一項研究發現，肯塔基州和阿肯色州的居民都因為Medicaid的擴張有更多獲得醫療衛生服務的機會，在發生急診護理費用，或者患者無力支付醫療費用的情況反而減少。德克薩斯州的居民沒享受到Medicaid的擴張，在同時期並無類似的改善。肯塔基州選擇的是增加管理式護理，而阿肯色州則選擇補助私人保險（後來，這兩州的州長提案減少或修改他們的計劃）。從2013年到2015年，阿肯色州的無醫療保險覆蓋率從42％降到14％，肯塔基州從40％降到9％，而德克薩斯州則是處於32％到39％之間 。
DHHS在2016年所做的一項研究發現，參與Medicaid擴張的州在保險交易所購買保單的保費較低，因為他們的低收入登記加入人口較少，低收入人口的健康狀況平均會低於收入較高的人口。
美國普查局在2019年9月報告說，根據PPACA擴大Medicaid的州，無保險覆蓋率比沒辦理擴張的州要低得多。例如，對於處於貧窮標線100％至399％之間的成年人，辦理擴張的州在2018年無保險覆蓋率是12.7％，而沒辦理的州，比率是21.2％。在14個無保險覆蓋率達到10％或更高的州之中，其中有11個未實施Medicaid擴張計劃。
美國全國經濟研究所在2019年7月所做的一項研究顯示，實施Medicaid擴張計劃的州，死亡率有顯著的降低。研究說，採取擴張的州"在2014年至2017年的4年中，有至少19,200名55歲到64歲的成年人的性命被保住。" 研究顯示，在未實施擴大醫療補助的州，同期內有15,600名老年人提早過世。"醫療補助擴張對挽救生命的影響巨大：據估計，獲得覆蓋的老年人的年死亡率降低達39％至64％的程度。”

### 保費成本

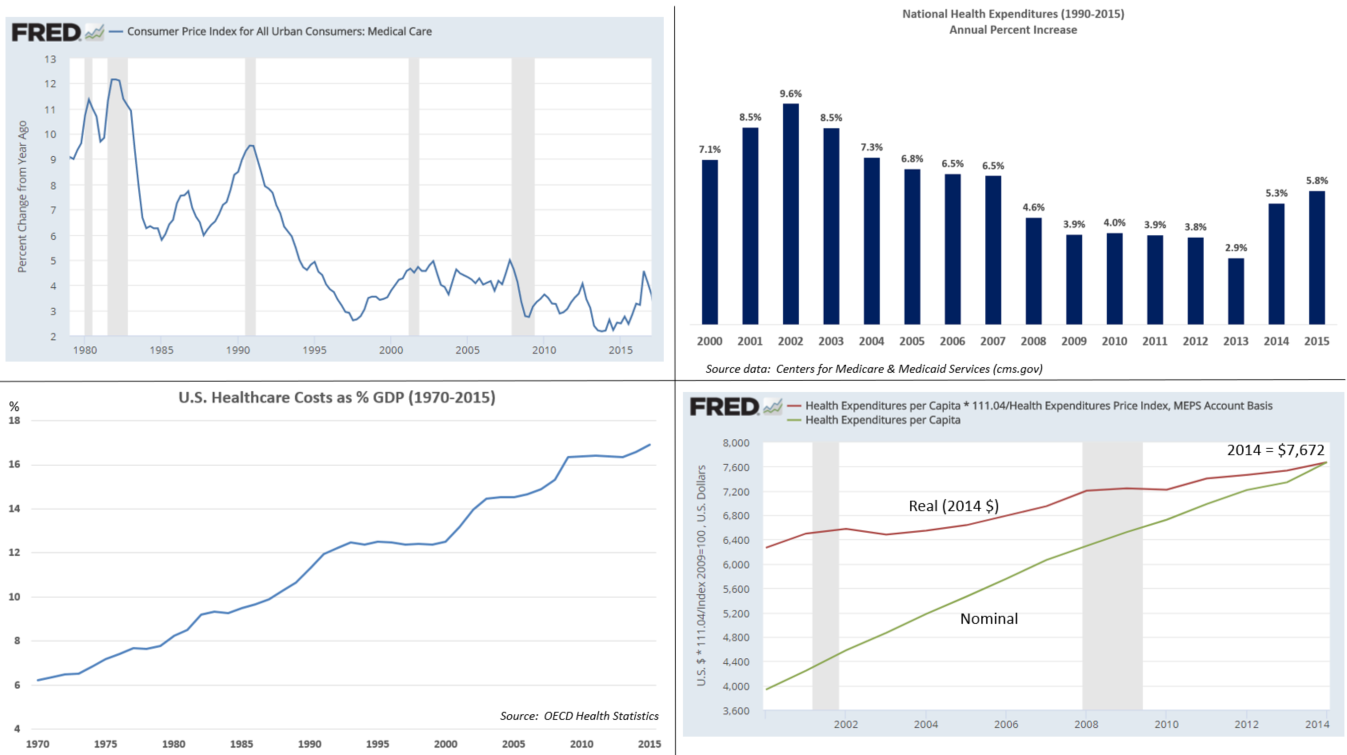
保費成本支出各年的比較

PPACA的主要規定生效之前和之後，美國醫療衛生支出的增長各為（2009年到2013年：3.73％）、（2014年到2018年：4.82％），都高於國民收入的增長。保費價格在此之前和之後也大幅上漲。例如根據對17個城市資料所做的分析，在2016年所做的一項研究發現，對40歲的不吸煙者，2017年平均保費報價增加約為9％，藍十字藍盾協會則打算在阿拉巴馬州把價格提高40％，在德克薩斯州增加60％。但是這些費用中的部分或全部已被稅收抵免所抵消。例如凱撒基金會報告說，費用中第二低的"銀計劃"，雖然保費報價大幅上漲，年收入30,000美元，年紀在40歲的不吸煙者在2017年的實際支付與2016年的金額相同（稅收抵免後，約208美元/月），在全國的情況都一致。換句話說，保費補助隨著保費增加而增加，符合補助條件的參與者就享有好處。
雇主為僱員購買醫療保險的保費成本增長在2009年之後有所放緩。例如保費從2000年到2005年增長達69％，但從2010年到2015年僅增長27％，2015年到2016年僅增長3%。從2008年到2010年（在PPACA通過及實施之前），醫療保險保費平均每年增長10％。
幾項研究顯示，2007年–2008年環球金融危機，和隨之而來的經濟衰退不完全是保險費用成長放緩的原因，有部分可能是受到市場結構性變化的影響。在2013年所做的一項研究估計，經濟衰退佔成長放緩原因的77%，而最近的醫療系統變化也是導致保費增長下降的原因。根據 CQ 表決時間的保羅·克勞扎克（Paul Krawzak）聲稱，即使成本控制能夠減少醫療衛生支出，但是單靠這一項，可能還不足以抵消因人口變化而來的長期負擔，尤其是依賴Medicare人口的增長（請參考聯邦醫療保險#成本和經費取得挑戰）。
歐巴馬總統在2016年所作的評論說，從2010年到2014年，平均每名參保人的醫療保險支出的中位數年增長率為負數，低於2000年至2005年的年均4.7％，也低於2006年至2010年的年均2.4％；同樣在此期間，私人保險支出，每名參保人平均實際中位數年增長率為 1.1％，而2000年至2005年的平均增長率為6.5％，2005年至2010年的平均增長率為3.4％。

#### 自負額和共付額
導致保費成本成長和緩的一個因素是，被保險人負擔更高的自負額，共付額，還有拉高的自付費用的上限。此外，許多員工選擇把健康儲蓄帳戶與更高的自負額相結合，使得PPACA的淨影響程度不易精確計算。
對於團體市場（雇主為僱員投保），在2016年所做的一項調查發現：
- 從2011年到2016年，自負額增長63％，而保費增長19％，僱員薪資收入增長11％。
- 在2016年，五分之四的僱員保單上都有自負額，平均金額為1,478美元。對於僱員少於200人的公司，平均自負額金額為2,069美元。
- 保單上有至少1,000美元自負額的僱員比例，從2006年的10％增加到2016年的51％。在把雇主負擔列入考慮後，2016年的這一項比率從51%降為38％。[174]

在非團體保險市場，其中三分之二由PPACA交易所提供的醫療保險覆蓋，一項針對2015年的調查發現：
- 49％的個人自負額至少為1,500美元（家庭則為3,000美元），高於2014年的36％。
- 許多在交易所登記加入者都有資格獲得費用分攤補助，他們的淨自負額因此會減少。
- 雖然有大約75％交易所登記加入者對他們選擇的醫生和醫院感覺"非常滿意"或"有些滿意"，但只有50％的人對自己的年度自負額表示滿意。
- 在PPACA交易所購買保險的人中，有52％的人認為保險對他們有"良好的保護"，但在團體市場中，有63％的人有這種感覺。[175]

### 健康結果
根據在2014年所做的一項研究，從2010年到2013年，PPACA可能成功挽救約50,000例本來就該可預防的死亡。David Himmelstein和Steffie Woolhandler兩位專家在2017年1月寫道，僅把PPACA的Medicaid擴張的數據回滾（回復到如果沒有擴張的情況），估計每年就會有43,956人死亡。
根據凱撒基金會的說法，如果在其他州也擴大Medicaid，可增加覆蓋450萬人。美國全國經濟研究所所做的一項研究發現，與沒參與Medicaid擴張計劃的州相比，參與的州的受保人死亡率顯著下降。這項研究報告說，那些決定不參與擴張計劃的州，在2014年到2017年之間。有大約15,600例額外的死亡案例。
在2018年，兩項由美國醫學會雜誌所做的研究發現，減少再入院計劃（Hospital Readmissions Reduction Program）與因心臟衰竭和肺炎住院的患者，在出院後死亡率的增加有關聯。2019年的一項美國醫學會雜誌研究發現，PPACA減少無醫療保險覆蓋者的急診室和醫院使用率。美國財政部的經濟學家在2019年發表的一篇論文，他們使用一項隨機對照試驗（美國國家稅務局從2016年起，寄出信件給某些納稅人，說他們因為未加入醫療保險而被罰款，稅務局提醒這些納稅人加入醫療保險的幾種方法），發現在兩三年的時間裡，那些因此獲得醫療保險的人，死亡率可降低12％。研究的結論是，那些發送給390萬人的信件或許挽救了700條生命。
美國醫學會雜誌在2020年的研究發現，Medicaid擴張與晚期乳癌發生率的降低有關連，表明因為取得Medicaid，可早期發現乳癌，而提高這類疾病的存活率。

### 對所得分配衝擊

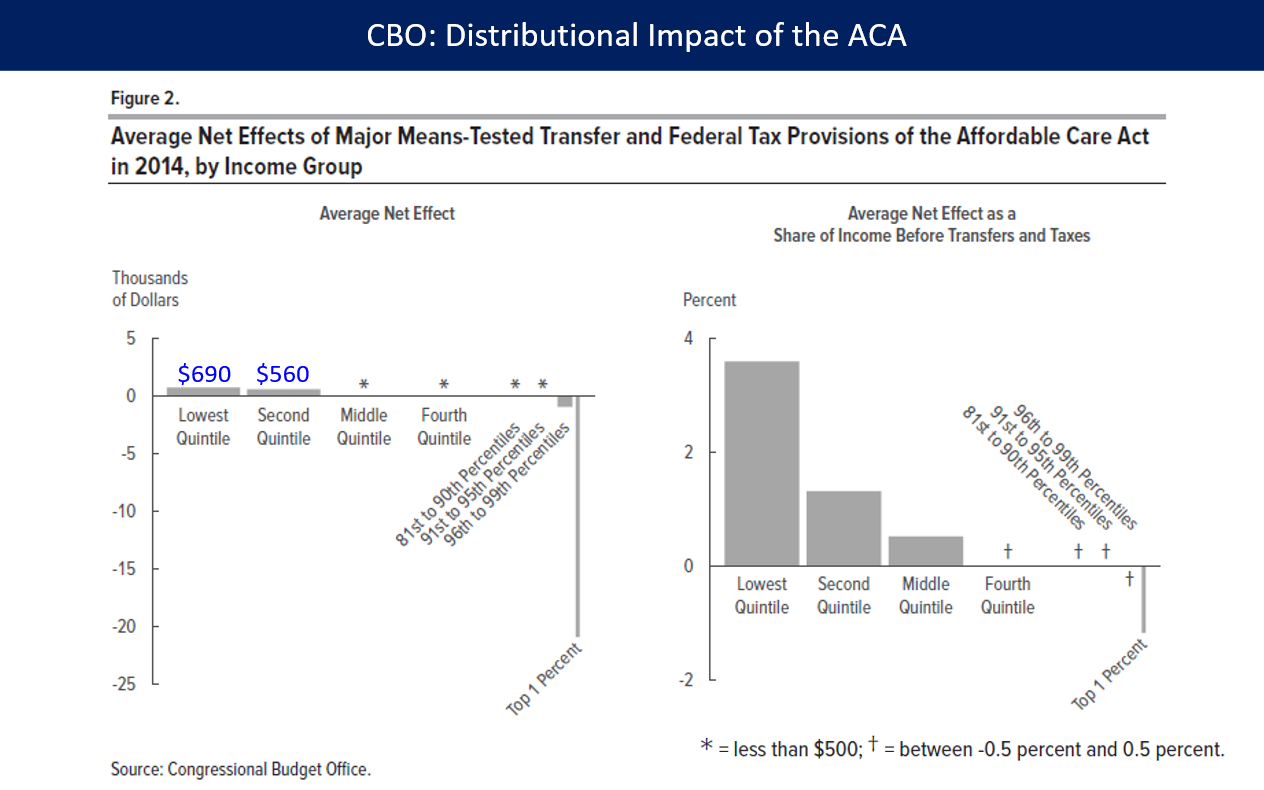
根據PPACA法案，在2014年對所得頂層1%的人徵稅，用於補助收入在底層40%的人口，每個家庭的平均補助金額約為600美元。

CBO在2018年3月報告稱，PPACA在2014年把美國人收入不平等降低，這項法案讓最低的20%，和倒數第二低的20%（合計佔收入最低的40％）分別獲得平均690美元和560美元的補助，同時讓收入位於頂層1％的家庭多支付21,000美元（主要是來自他們淨投資所得稅和額外的Medicare稅）。法律對收入最高的20%的人口，在扣除掉這頂層的1％後，剩餘的19%的家庭負擔相對不高。

### 聯邦預算赤字

#### 國會預算辦公室收入估計及其對赤字的影響
CBO在多項研究中報告說，PPACA可減少預算赤字，而廢除PPACA則可能會增加赤字，增加赤字的主因是Medicare的報銷削減被撤除所產生。CBO在2011年的綜合估算預計，2012年到2021年期間的赤字減少會超過2,000億美元：這項法案會產生 6,040億美元的總支出，而總收入是8,130億美元，赤字因而減少2,100億美元。CBO另外預測，大部分支出要到2014年才開始，隨後幾年，收入將會超過支出。CBO稱這項法案將"大幅把多數醫療服務的成本增長降低；對保費較高的保險計劃徵收消費稅；並對聯邦稅法、Medicare、Medicaid，和其他計劃做改革"-最終可把Medicare信託基金的償付能力延長8年（請參考聯邦醫療保險#Medicare HI 信託基金的償付能力）。
這項估算是在最高法院作出判之前所做出，由於判決允許各州可選擇退出Medicaid擴張計劃，從而放棄相關的聯邦經費補助。CBO和美國國會稅務聯合委員會隨後把預算預測更新，估計這項判決的影響，會讓保險覆蓋準備金減少840億美元。
CBO在2015年6月預測，根據總體經濟動態預測效應的影響，廢除PPACA會讓2016-2025年間的預算赤字增加1,370億美元至3,530億美元。CBO還預測，廢除PPACA可能會在2021年至2025年期間讓GDP平均增長0.7％，主要是因為勞動力供應增加所促成。
由於預算有不確定性，CBO通常不提供超過10年的預測成本估算，但CBO決定應立法者的要求提供數字，第二個十年的赤字可減少的金額達到1.2兆。CBO預測，到2020年代，赤字減少的部分約佔GDP的0.5%，但同時也警告"可能其間會存在各種變化"。
CBO在2017年估計，僅廢除個人強制納保規定，會使10年預算赤字減少3,380億美元。

#### 對國會預算辦公室預測看法
有人對CBO的成本估算有所批評，因為將來可能的立法所產生的影響並未列入考慮，而這些立法可能會讓Medicare在2010年至2019年之間的支出增加超過2,000億美元。但是，無論是否採用PPACA，所謂的"醫療衛生費用可支撐增長率"仍是一個會存在的問題。智庫預算與政策優先中心對這種針對CBO的批評表示反對，根據他們的研究，國會在過去20年在執行醫療保險節約措施方面一向保持良好的記錄，不管有沒有"醫療衛生費用可支撐增長率"。2015年，由於Medicare節約條款被取消，"醫療衛生費用可支撐增長率" 變得過時，這種控制支出的方法被永久取消。
健康經濟學家烏韋·萊因哈特寫道："不幸的是，CBO必須把擬議立法的影響列入考慮，但所採用的是僵化、不科學的的規則，勢必無法對立法在財政上的影響做出最佳和不偏不倚的預測。"曾經擔任約翰·麥肯參選總統顧問的經濟學家道格拉斯·霍爾茨·埃金說，他認為這個法案將使赤字增加5,620億美元，因為它是前期強調收益，而把保險福利的成本藏在後頭。
經濟學家諾姆·舍伯和作家兼記者喬納森·科恩兩人對法案在赤字影響的嚴格評估予以反駁，認為預測把減少赤字的效果給降低。他們指出，向特定人數提供某種水準的補助，比起估算預防性醫療所能產生的節省，要容易太多，而且CBO對於醫療衛生立法，一向有高估其成本和低估其能節省的名聲；他們說，"醫療服務創新，例如改用電子病歷，以及提供財務獎勵措施來鼓勵醫生之間做好協調工作，將可產生可觀的節省，同時也減緩醫療成本的不斷上漲.......但是CBO不會把這種節省列入考慮，因為這些創新並未進行過如此大規模的嘗試，或它們相互間的共同嘗試-這意味著沒有太多的硬數據來佐證節省可達成。" 
戴維·沃克在2010年表示，CBO的估計不太可能會準確，因為他們是假定法案不會改變。

### 雇主強制條款和兼職工作
雇主強制條款適用於僱用員工超過50名的雇主，僅有全職員工得享有雇主提供的醫療保險。批評者說，這樣會產生僱用兼職人員的乖張誘因。但是，在 2010年3月至2014年之間，兼職工作的人數減少23萬，而全職工作的人數則增加200萬。在公共領域，全職工作轉變為兼職工作的情況比在私營領域要多。在2016年所做的一項研究發現，僅有少量的證據表明PPACA會增加兼職工作的人數。
幾家公司和弗吉尼亞州為兼職僱員訂下每週29工作小時的上限，襯托出全職工人的工作時間是每週30小時或更長的情況。截至2013年，少有公司把勞動力轉到使用兼職僱員（明尼阿波利斯聯邦儲備銀行的調查顯示比率為4％）。工作時間的趨勢和從2007年及2008年的經濟大衰退後的復甦，與從非全時工作向全職工作的轉變，兩者互有關聯。其他混雜的影響包括：醫療保險有助於吸引和留住員工，提高生產力並減少曠工而規模較小，更穩定的勞動力，可讓雇主對應的訓練和管理成本降低。相對而言，少有公司僱用超過50名員工，而它們之中的90％以上已經提供有醫療保險。
大多數政策分析員（包括左派和右派）都對雇主強制條款提出批評。他們說，即使不改變現有計劃，關於僱用兼職人員的乖張誘因是真實而且有害的； 僱用滿50名員工就發生的邊際成本上升，可能會限制公司的成長；所增加的報告和行政管理的費用，讓雇主覺得提供醫療保險計劃不值；他們指出雇主強制條款並不是加大風險庫規模的必要條件。這項規定引起相關商業團體和未得到豁免的工會的強烈反對。

### 醫院
從2010年初到2014年11月，有43家在鄉村地區的醫院關閉。批評者說，新法案是導致它們關閉的原因。許多鄉村地區醫院是透過在 1946年訂立的《希爾伯頓法案》取得經費所建。其中一些改作其他醫療設施重新開放，但它們之中只有少數擁有急診室或急救護理中心。
在2010年1月至2015年之間，四分之一的急診室醫生說病人數量激增，而近一半的說有小幅增長。十分之七的急診室醫生聲稱他們缺乏足夠的資源來處理激增的患者。急診室患者人數增加的最大因素是初級照護機構無法處理太多的患者。
幾家大型保險公司建立盡責護理組織。許多醫院合併，或者併購醫師執業診所，把醫療機構做重大整合。保險公司因為市場佔有率增加而有更大的影響力，患者的護理選擇反而減少。

## 廢除PPACA企圖
由共和黨主導的眾議院多次提出廢除PPACA的議案，但參議院並未跟進。（請參考廢除患者保護與平價醫療法案的企圖）

### 經濟後果

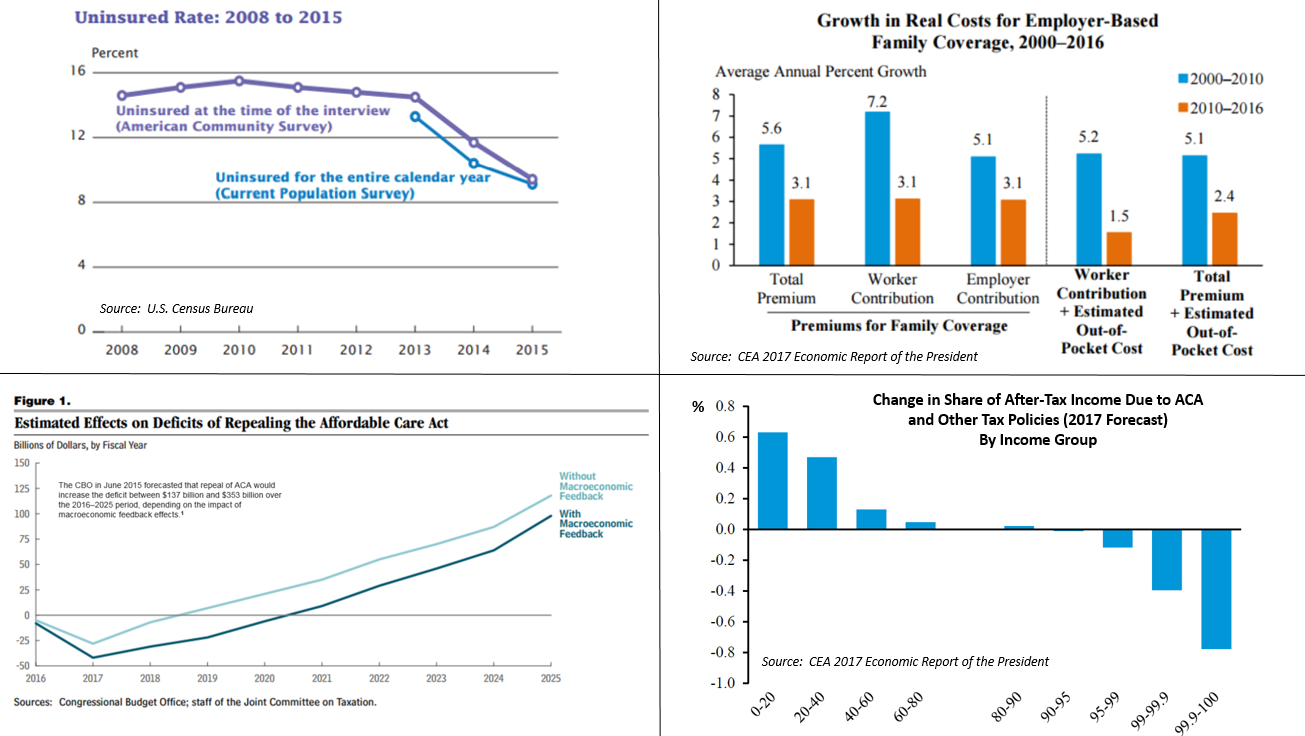
醫療保險覆蓋率、雇主提供保險成本趨勢、廢除PPACA對預算赤字的影響、法案在降低所得不平等的影響。

CBO在2015年6月估計，廢除PPACA會導致：
- 短期內GDP會下跌，因為政府的（補貼）支出僅部分能被受保者自己的支出所替代。
- 在2021年到2025年的期間，勞動力的供給和總薪酬會增加約0.8％和0.9％。CBO認為PPACA所擴張的Medicaid資格、補貼、和稅收抵免，會隨著收入的增長而增加，這是人們不想工作的誘因，因此廢除PPACA會把這些誘因消除，從而促使人們提供更多的勞動力，在 2021年的總工作時間會在2021年到2025年之間，增加約1.5％。
- 取消較高的資本所得稅率，可鼓勵投資，長遠來看可增長資本累積以及產出。[8]

在2015年，強調進步主義的智庫經濟與政策研究中心沒發現證據表明公司為配合PPACA要求，而對每週工作超過30小時的僱員，減少他們的工作時間。
CBO估計，實施PPACA會略微把勞動力規模和工作時間減少，因為有人可不再仰賴雇主所提供的醫療保險。喬納森·科恩說，PPACA的主要功效是把工作鎖定的現象予以減輕，而醫療保險改革對就業唯一的重大影響，是讓那些為想保住保險而工作的人，去辦理退休。

## 輿論

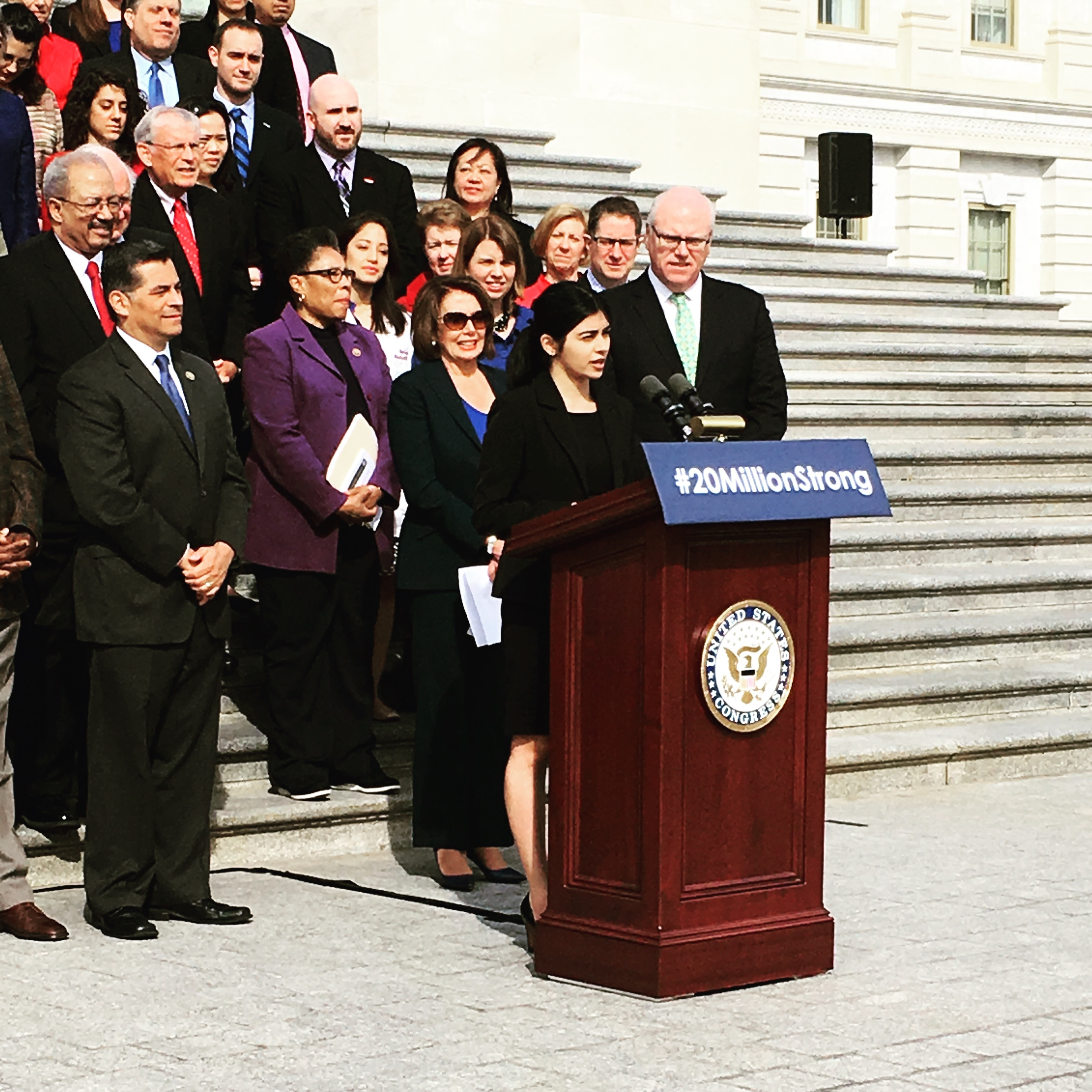
2016年3月，國會民主黨人在國會山莊慶祝PPACA實施6週年的儀式。

大眾對2009年和2010年間改革辯論期間的具體計劃，負面反應有日漸增加的趨勢。贊同的部分會因為黨派、種族、和年齡而有所不同。有些受到廣泛的青睞（不論投保者的既有身體狀況），有些受到反對（個人強制納保）。
在2010年所做的一項民意測驗中，有62％的受訪者表示他們認為PPACA"會增加個人在醫療衛生的花費"，有56％的受訪者說法案"讓政府在醫療衛生插手太多"，還有19％的受訪者表示他們和家人在法案通過後會得到好處。其他的民意測驗則發現，人們擔心這個法案的成本會超出預期，並且無法受到控制。
在2012年所做的一次民意調查，有44％的人支持法案，有56％的人反對。支持者中有75％為民主黨人，27％為獨立黨派人士，和 14％的共和黨人。有82％的人支持禁止保險公司對已有身體狀況的人拒保；61％的人支持允許孩子在26歲之前繼續由父母的保險提供覆蓋；72％的人支持讓擁有50名以上僱員的公司為僱員購買團體保險，39％的人支持個人強制納保，否則就該支付罰款。就黨派而言，共和黨人中有19％、獨立黨派人士中有27％、民主黨人中有59％支持這個強制條款。其他民意調查顯示，另外獲得多數支持的條款，有醫療保險交易所的設立，把小型企業和無醫療保險覆蓋的人士，與其他消費者組合，提供補助。
一些反對者認為改革做得不夠：2012年的一項民意調查顯示，有71％的共和黨反對者是對改革的總體反對，而29％的人則認為改革做的不夠。獨立黨派人士的相對比率為67％及33％；在民主黨內較少數的反對者中，總體上反對的人佔49％，而51％的人者希望有更多改革。
在2013年6月，社會大眾多數（52%對34％）希望"國會實施或修改法案，而不是廢除"。最高法院維持個人強制納保的規定，2012年的一項民意調查顯示："大多數美國人（56％）希望批評歐巴馬總統醫療法案的人揚棄阻止這項法案的念頭，轉而致力於其他國家事務。"
截至2013年10月，大約有40％的人支持，而51％的人反對這項法案。約有29％的白人支持這項法案，而支持的拉丁裔美國人和非裔美國人分別為61％和91％。絕大多數的老年人反對這個法案，而絕大多數的 40歲以下的人則是支持。
2014年的一項民意調查顯示，有26％的美國人支持PPACA。2014年晚些時候的一項民意調查顯示，在超過 5,500受訪者中，有48.9％對PPACA持不利的看法，而38.3％的受訪者持支持態度。另一項調查，有8％的受訪者同意PPACA"按現行方式運作良好"。2014年末，拉斯穆森報導所做的一項民意測驗結果是，廢除：30％、維持原狀：13％、改進：52％。
2015年的一項民意調查結果，有47％的美國人支持這項法案。這是首次在大型民意測驗中顯示出支持者多於反對者。2016年12月的一項民意測驗報告：a）30％的人希望擴大法案的運用； b）26％希望把整個法案廢除； c）19％希望照原樣繼續實施； d）17％的人希望縮小法案的運作範圍。剩下的是沒意見。
福克斯新聞頻道和NBC/WSJ民調分別於2017年1月所進行的民意測驗顯示，對法案有好感的首度超越不喜歡的人。這項法案日益普及的原因之一是，曾經反對這項法案的民主黨人（許多人仍然堅持該做"全民醫療保險（Medicare for all）"）改變立場的原因，是因為PPACA正受到被廢除的威脅。2017年1月的另一項民意測驗說，有35％的受訪者認為"歐巴馬健保"與PPACA兩者不同，或者不知道（約45％的人不確定"撤銷歐巴馬健保"是否也意味著"廢除PPACA"。）。39％的人不知道"如果廢除PPACA，又沒有替代法令出台，許多人會失去Medicaid或私人醫療保險補助"。與共和黨人相比，民主黨人比較清楚這件事（前者有47%，後者有79％）。2017年的一項研究顯示，個人經歷過公共醫療保險計劃後，會給予《PPACA》更多支持，最顯著的是發生在共和黨人和資訊不足的選民之中。

## 政治層面

### “歐巴馬健保”
"歐巴馬健保"這個名詞最初是由反對者所創的貶義詞。名詞出現在2007年3月，當時醫療衛生遊說者Jeanne Schulte Scott寫道："我們很快就會看到'朱利安尼健保（魯迪·朱利安尼）'和'歐巴馬健保'以及'麥肯健保（約翰·麥肯）'、'愛德華茲健保（約翰·愛德華茲）'、和對1990年代全面翻新和改造的'希拉蕊健保（希拉蕊·柯林頓）'。"根據曾任CNN通訊員的埃爾斯佩思·里夫的研究，這名詞是在 2007年初開始，作家用來描述總統候選人提議把醫療保險擴大給無保險覆蓋者時會用到。2007年5月，米特·羅姆尼將這個名詞帶入政治話題，他說："我們如何在不提高稅收，又不讓政府接管醫療衛生服務的情況下，為那些被保險人提供保險？我跟你們說，如果我們不這樣做，民主黨人就會；如果民主黨人這樣做，它是一種社會化醫療衛生；它將是由政府管理的醫療衛生；這就是所謂的希拉蕊健保，或是歐巴馬健保，或是您想用的任何名稱。" 
到2012年，歐巴馬健保已成為支持者和反對者都會使用的稱呼。歐巴馬也贊同這個綽號，說："我對人們說歐巴馬很在乎（Obama cares）。我確實在乎。” 

### 常見錯誤觀念

#### “死亡小組”
2009年8月7日，前阿拉斯加州州長莎拉·佩林率先提出"死亡小組"這個名詞，用以描述那些組織，可以決定病人是否"值得" 接受醫療服務。"死亡小組"連結到法案初稿的兩項主張。
一項是根據法案，老年人可能因年紀關係而無法受到醫療照護，另一種是政府會建議老年人結束生命而不是接受照護。這些字面上的要求是獨立付款諮詢委員會（IPAB）所提出。IPAB有權在任何給定的3年期限內，當全國醫療支出超出法定水準時，要求採用有成本效益的治療方法和符合成本回報的措施，提出對Medicare進行節約成本的建議。實際上，委員會被建議在2020年之前禁止做減少支付的改變，並且被禁止建議更動保險費、保險福利、保險資格和稅捐，或其他可能導向醫療資源配給的改變。
另一項涉及醫療照護事前指示（生前遺囑）諮詢：眾議院改革提案的一個章節中規定，醫生向醫療保險患者提供有關臨終照護計劃的諮詢（許多私人計劃已涵蓋），可申請報銷。這項規定後來未包括在PPACA中。
皮尤研究中心於2010年的報導（另有3項同期的民意調查結果類似），有85％的美國人對死亡小組這種說法熟悉，有30％的人認為是真的。這項指控被政治查證機構政治事實評為"年度大謊言"，另一查證機構FactCheck.org用的是"whoppers（大謊言）"這個名詞 ，根據美國方言學會，這個whoppers是相當重的說法。美國退休人員協會把這種謠言描述為"粗暴，甚至是殘酷的歪曲事實"。

#### 國會議員
PPACA要求國會議員及其員工經由保險交易所或法律批准的其他某些保險計劃（例如Medicare）取得醫療保險，而不是使用聯邦提供給政府僱員的保險（聯邦僱員健康福利計劃）。

#### 非法移民
PPACA明確拒絕向"未經授權（非法）的外國人"提供保險補貼。

#### 保險交易所“死亡螺旋”
反對法案的人聲稱，把立即承保，加上接受投保人既有的身體狀況，兩者結合，會導致人們拖到生病的時才會投保。這會造成交易所發生"死亡螺旋"。而個人強制納保的目的就是促使人們儘速投保。在2013年之後的幾年內，許多保險公司因為認為風險池太小（投保人數不夠多）確有退出某些市場的情況。
每個州保險公司家數的中位數，在2014年是4家，2015年是5家，2016年是4家，在2017年是3家。在2017年，有5個州只有1家保險公司； 13個州有2家； 11個州有3家；其餘的州有4家，或者更多。

#### “如果您喜歡您的計劃”
在PPACA辯論期間，以及之後，歐巴馬說："如果您喜歡您的醫療衛生計劃，您就能夠保有它。" 但是在2013年的秋季，數百萬美國人收到有關他們個人保險計劃被終止的通知，而另外有數百萬人有醫療保險被取消的風險。
“政治事實”引用幾種估計，發現只有大約2％的參保人口（2.62億人口中的400萬人）收到此類通知。歐巴馬之前明確表示，消費者可以保留自己的保險計劃，這種說法成為他被批評的焦點。國會也提出各種法案，好讓人們保住他們的保險計劃。政治事實後來稱歐巴馬的說法為"年度大謊言"。

## 批評與反對
反對和建議廢除這項立法的努力獲得工會、保守派倡導團體、共和黨人、小型企業組織、和茶黨運動等的支持。這些團體聲稱，法案會破壞既有的醫療保險計劃，新的保險標準拉高成本，以及增加預算赤字。有人反對全民醫療衛生的想法，認為保險與其他無補貼的商品沒有不同。川普總統一直誓言要"廢除並取代"這個法案。
截至2013年，表示關注的工會包括有美國勞工聯合會-產業工會聯合會，他們稱 PPACA對工會醫療保險計劃"具有極大的破壞性"，聲稱法案會增加工會贊助的保險計劃的成本；全國卡車司機工會、美國食品和商業工人聯合會、以及UNITE-HERE的領導人寫信給民主黨領袖哈利·瑞德和南希·佩洛西，他們說："PPACA不僅會破壞我們得來不易的保險利益，而且會破壞每週工作40小時的基礎，這種工作方式是美國中產階級的骨幹。"2014年1月，北美勞動者國際工會（LIUNA）總裁Terry O'Sullivan和Unite Here總裁D. Taylor向哈利·瑞德和南希·佩洛西寫信，指出："實施中的PPACA，破壞醫療衛生行業市場的公平競爭。"
2016年10月，明尼蘇達州州長兼明尼蘇達民主-農民-勞工黨成員，馬克·代頓說，PPACA具有"許多良好的功能"，但是"越來越多的人已無力負擔"；他呼籲州立法機關為保單持有人提供緊急救濟。代頓後來表示，他對自己的言論感到遺憾，因為共和黨人利用它來試圖廢除這項法案。

### 法律挑戰

#### 風險通道
最高法院判定，即使國會沒有批准特定的撥款，也必須對已承諾支付的風險通道撥款。

#### 不予合作
德克薩斯州、佛羅里達州、阿拉巴馬州、懷俄明州、亞利桑那州、俄克拉荷馬州、和密蘇里州的官員對他們可自行決定的事項，反對PPACA法案來干預。例如密蘇里州拒絕擴大Medicaid或自己建立醫療保險市集，當地頒布一項法規，禁止州或地方的任何官員去提供聯邦法律沒有特別要求的協助。共和黨人不鼓勵宣傳這項法案的好處。一些保守主義的政治團體發起運動，阻止人們登記加入PPACA的計劃。

### 廢除法案的努力
在第111、112，和 113屆國會過程中，都有共和黨人企圖廢除PPACA，但功敗垂成的案例：眾議員史提夫·金（共和黨，愛荷華州）和米歇爾·巴赫曼（共和黨，明尼蘇達州）在PPACA被簽署為法案的次日即提出要求廢除的議案。參議員吉姆·戴銘特（共和黨，南卡羅來納州）也在參議院內提出廢除PPACA的提案。
2011年，在共和黨人控制眾議院之後，舉行的首批投票之一是一項名為"廢除傷害工作機會的醫療法案提案"（HR 2）的法案，眾議院以245票對189票通過案。所有共和黨人加上三名民主黨人投下贊成票。在參議院中，這個法案的提出是當作針對不相關法案的修正案，但仍遭到否決。歐巴馬總統表示，如果在參議院通過的話，他會加以否決。
2015年2月3日，眾議院通過第67次廢除法案的提議·（239票對186票），仍然以失敗收場。

#### 2013年聯邦政府關閉
由於在國會裡面強烈的黨派意見分歧，以致無法做法案條款的調整。但是至少有一項，即取消醫療器械稅的提議是兩黨都支持。有些國會共和黨人反對改善法案的理由，是廢除法案的力道因此會被削弱。
共和黨人試圖利用停止撥款給政府來讓阻止法案實施，在 2013年10月，總統單方面把雇主強制條款推遲一年之後（批評者聲稱總統無權這樣做），眾議院共和黨人要求延遲法案施行，否則拒絕批准聯邦政府經費撥款。眾議院提出三種撥款的版本，同時又提出好幾種版本，來廢除或延遲PPACA，最後一個版本是延遲個人強制納保條款的執行。民主黨參議院領導人表示，參議院只會通過沒有限制PPACA條款的提議。聯邦政府因此從10月1日至17日，停止運作共17日。

#### 2017年廢除法案的努力
在2017年1月11日開始的午夜國會會議上，美國第115屆國會，參議院投票通過一項"預算藍圖"，讓共和黨人可以在不受到民主黨利用冗長辯論威脅情況下，廢除部分的法案。預算藍圖以51票對48票通過，這決議被參議院共和黨人稱為"歐巴馬醫改的'廢除決議'"。” 反對這項決議的民主黨人在投票過程中做了抗議。
眾議院共和黨人於3月6日宣布他們的替代法案-《2017年美國醫療衛生法案》。3月24日，由於共和黨代表的窩裡反，這項努力未能成功。
5月4日，眾議院以217票對213票通過《2017年美國醫療衛生法案》。參議院共和黨領導人宣布，參議院共和黨人會撰寫自己的法案版本，而不對眾議院版本進行投票。
共和黨參議員領導人米奇·麥康諾任命一個有13名共和黨成員的小組，私底下起草替代版本，引發兩黨對缺乏透明度的擔憂。6月22日，共和黨人發布第一個討論草案版本，將其重命名為"2017年更好護理調節法"（BCRA）。7月25日，雖然沒有任何修正案建議獲得多數支持，共和黨人仍投票決定將BCRA法案付諸表決，並開始正式考慮修正案。參議員蘇珊·柯林斯和麗莎·穆爾科斯基是僅有的投下反對票的兩名共和黨人，票數為50票對50票。副總統邁克·彭斯隨後投下贊成票，打破僵局。
修訂後的BCRA投票結果是43票對57票，以失敗收場。隨後的"歐巴馬健保廢除與調節法"則放棄"廢除並取代"的策略，而走直接廢除的途徑，但也失敗，45票對55票。最後，被稱為"瘦巴巴式廢除"的"醫療衛生自由法案"，是因為它對PPACA的修改最少，但仍以49票對 51票收場，共和黨的柯林斯，穆爾科斯基，和約翰·麥肯加入所有民主黨和獨立人士的陣營，投下反對票。

### 阻礙法案執行

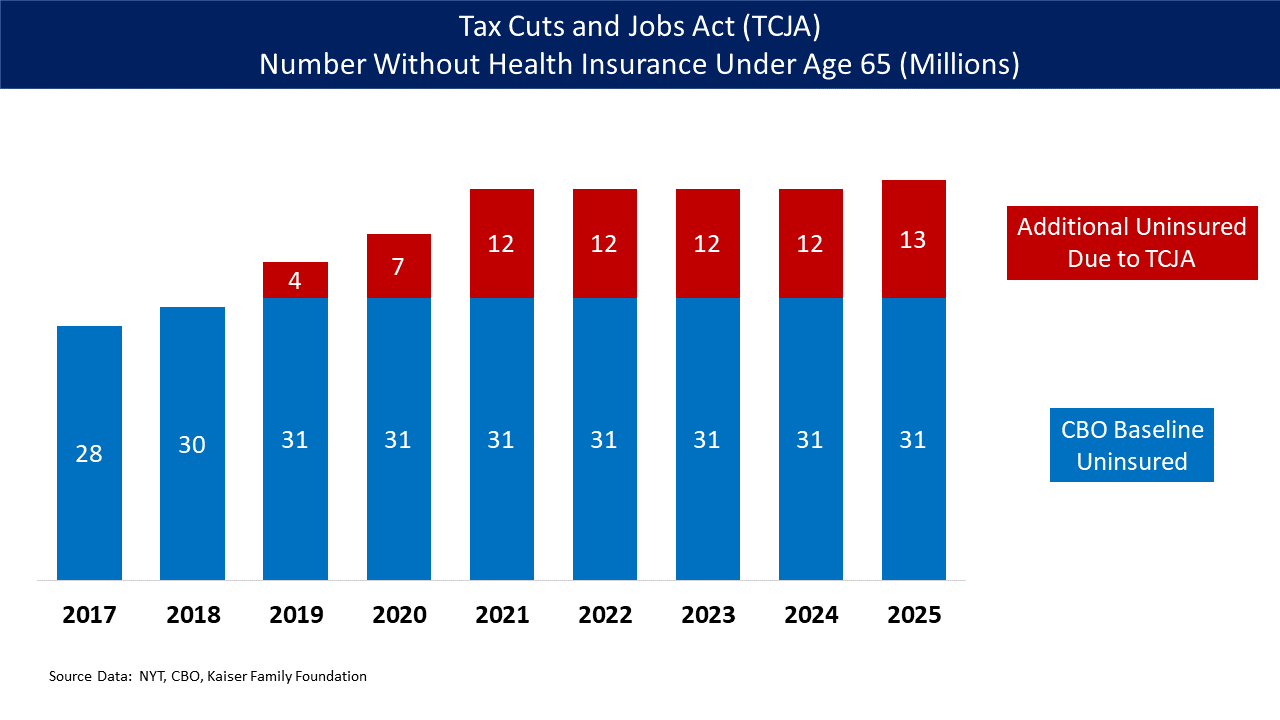
2017年減稅與就業法案所增加的無醫療保險覆蓋的人數

CBO的報告說，醫療保險交易所在PPACA（現行法律，綽號歐巴馬健保）和2017年美國醫療衛生法案（American Health Care Act of 2017，AHCA，綽號川普健保）之下，都會維持穩定。但是，共和黨的政客採取各種措施來破壞交易所，因而造成不確定性，同時又提高保費，對民眾登記加入，以及保險公司的參與，都會產生不利的影響。對交易所前途的關注成為改革的另一個論點。共和黨過去和正在進行中的嘗試包括：
- 發動諸如金訴伯維爾案和美國國會訴普萊什案之類的訴訟。
- 川普總統於2017年10月12日終止支付聯邦政府對保險公司的分攤成本補助。CBO於2017年9月估計，停止支付將使2018年交易所的醫療保險成本平均增加15%到20%，同時往後10年間會增加預算赤字近2,000億美元。[332]作為回應，保險公司興起法律訴訟，要求政府賠償。截至2019年，各種案件都在上訴階段。[333]幾家保險公司和精算機構估計，這會導致2018年度的保費增加20%，或更高。換句話說，原本預計2018年保費增幅將在10％或以下，幅度反會增到28到40％。[334][335]保險公司需要利用提高保費，來彌補之前在分攤成本補助獲得的70億美元。由於大部分保費都得到補助，因此大部分增加的保費都由聯邦政府承擔。CBO估計，結果是一開始，受醫療保險覆蓋的人會減少高達一百萬，但是增加的補助最後可能把這一負面影響抵消。佔受到補助的參保者中有85%不會受到影響。CBO預測保險交易所將維持穩定（即在川普採取終止支付行動之前，或之後，將不會出現"死亡螺旋"的情況），因為保費增加，而且價格穩定在較高的（無分攤成本補助）水準。[336]幾家保險公司對美國政府興起訴訟，要求支付分攤成本補助款項，在2018年和2019年有幾個案例勝訴。司法機構判定，保險公司有權取得應收而尚未收到的補貼款項。[336]
- 在2015年的撥款法案中，附加一個條款，停止支付風險通道資金。後來幾年內又重複一次。這種做法導致許多保險合作社（英语：health insurance cooperative）破產，停止支付的行動是由參議員馬可·盧比奧提案所導致。[337]停止支付的行動引起約有50宗訴訟案件。在緬因州社區醫療選擇案訴美國政府（英语：Maine Community Health Options v. United States）一案，最高法院於2019年發出調卷令重審，言詞辯論在2019年12月舉行，2020年4月27日，判控方勝訴，美國政府需要支付積欠的風險通道資金欠款。[338][339]
- 川普總統利用他的第一個行政命令把個人強制納保條款削弱，稅收罰款的執行受到限制。例如，納稅申報表沒附有購買醫療保險證明的仍被受理，凌駕歐巴馬法案要求拒絕受理的指示。[340]
- 川普總統把用在宣傳醫療保險交易所，招攬民眾登記加入的廣告經費減少高達90％，同時也把用於回覆民眾詢問，和幫助民眾報名參加的經費削減。[341]CBO說，這些經費裁減會減少登記加入PPACA的人數。[332]
- 川普總統把2018年的民眾登記加入PPACA的時間縮短一半，只剩45天。[342]
- 川普總統公開聲明，醫療保險交易所不穩定，或處於死亡螺旋狀態。[343]

## 法案施行

### 法案頒布後
法案通過以來，共和黨提案要廢除法案全部或者部分條款的次數達六十多次；但沒一次成功。
2010年，小企業稅收抵免開始生效。然後，“既有身體狀況保險計劃Pre-Existing Condition Insurance Plan|”（PCIP）生效，為已有身體狀況而被私人保險公司拒保的人提供保險覆蓋。到2011年，保險公司已在17個州停止銷售僅限兒童的保單，因為他們試圖擺脫PPACA要求承保已有身體狀況投保人的規定（保險公司認為父母會在19歲以下的子女生病時才投保）。在全國獨立企業聯盟訴訴西貝利厄斯案中，最高法院允許各州選擇不參加Medicaid擴張計劃。
2013年，美國國家稅務局（IRS）裁定，在確定保險費用是否超過收入的9.5％時，應僅考慮到僱員個人的保險費用，而不把家庭保險費用超過9.5％的門檻列入考慮。7月2日，歐巴馬將雇主強制執行推遲至2015年實施。由於管理和技術上的問題，州和聯邦醫療衛生交易所在啟動時發生相當多的問題。提供Medicare的交易所網站HealthCare.gov在啟用當天失效，問題叢生。到2014年，系統運營已趨於穩定，但不是所有計劃的功能都完備。
GAO在2014年發布一項無政治意涵的研究，結論是，政府在開發保險交易所方面未能提供"有效的規劃，或是監督"。最高法院在伯維爾訴Hobby Lobby Stores，Inc.案中，對與宗教信仰緊密關聯的控股公司，豁免他們為女性員工負擔避孕醫療費用的規定。2015年初，已有1,170萬人上醫療保險交易所登記加入。到當年底，約有880萬消費者選擇採購保險計劃。國會再次將向高價的凱迪拉克保險單保費徵稅行動推遲到2020年執行，然後再推遲到 2022年。
到2016年，估計已有900至1,000萬人獲得Medicaid，其中大多數是低收入的成年人。五家主要的全國性保險公司預計會在2016年，在參與PPACA保單的部分蒙受損失，部分原因是登記加入者的收入之低、年齡之高、和疾病的嚴重性，均超過預期。
2017年，在全國醫療保險交易所的登記人數超過920萬人（新登記者300萬，續約620萬），比2016年的減少約40萬人。下降主要是由於川普當選總統的緣故。自行經營交易所的11個州增加300萬加入者。IRS遵從川普總統的行政命令，宣布不要求報稅者在納稅申報表表明擁有醫療保險，個人強制納保的有效性減弱。CBO在3月報告說，醫療衛生交易所有望維持穩定。5月，眾議院投票通過《2017年美國醫療衛生法案》，企圖廢除PPACA。
根據《2017年減稅與就業法案》，個人強制納保規定自2019年起被取消，同時因違反個人強制納保而所要繳納的罰款也不再執行。CBO估計，到2027年，取消會導致擁有醫療保險的人數減少1,300萬人。
兩黨曾共同提出《2017年個人市場穩定法案》，用於補助降低成本分攤的費用、為州豁免提供更大的靈活性、加入一個新的"銅計劃"（僅用於提供災難性保險）、允許州際保險契約、以及將消費者所繳保費導向幾個州的偏遠地區，以支援醫療衛生捐贈計劃（Rural Health Care Services Outreach Grant Program），但法案並未通過。
到2019年，美國已有35個州和哥倫比亞特區，利用傳統的Medicaid或替代保險計劃把覆蓋範圍擴大。同年，國會把所謂的"凱迪拉克保險單"醫療保險福利稅、醫療器械消費稅、和醫療保險稅三項取消。。
2021年1月28日，美国总统拜登签署行政命令，要求重新恢复开放PPACA的注册，以及重新允許國際非營利組織提供墮胎諮詢收費事項。
2021年6月，美国最高法院以7票对2票的多数否决了共和党人掌控的多个联邦州要求宣布《患者保护与平价医疗法案》违宪和无效的上诉。

## 延伸閱讀
- Barr, Donald A. . JHU Press. 2011. ISBN 9781421402185.
- CCH. . CCH Incorporated. 2010. ISBN 9780808022879. 1183pp
- Feldman, Arthur M. . CRC Press. 2011. ISBN 9781439879481.
- Jacobs, Lawrence R.; Skocpol, Theda. . Oxford U.P. 2010. ISBN 9780199781423.
- McDonough, John E. . University of California Press. August 2, 2011. ISBN 9780520270190.
- Brill, Steven. . Random House. January 5, 2015. ISBN 978-0812996951.
- Heavey, Susan. . Reuters. February 18, 2011  [August 14, 2016]. （原始内容存档于2021-03-08）.
- . Congressional Budget Office. July 24, 2012  [July 27, 2012]. （原始内容存档于2021-03-18）.
- . Cbo.gov. November 30, 2009  [June 29, 2012]. （原始内容存档 (PDF)于2009-12-05）.
- . Congressional Budget Office. May 26, 2011  [April 1, 2012]. （原始内容存档于2021-03-03）.
- Glied, Sherry.  (PDF). Commonwealth Fund. December 2013  [February 20, 2016]. （原始内容存档 (PDF)于2018-04-25）.
- Jost, Timothy. . Health Affairs. February 24, 2014  [August 11, 2019]. doi:10.1377/hblog20140224.037390 (不活跃 2020-01-16). （原始内容存档于2020-07-24）.
- . The Economist. August 23, 2014  [January 19, 2015]. （原始内容存档于2017-10-23）.
- Trish Riley; Jane Hyatt Thorpe.  (PDF). George Washington University Medical Center, Department of Health Policy. （原始内容 (PDF)存档于June 26, 2013）.
- . The Advisory Board Company. July 26, 2013  [August 27, 2013]. （原始内容存档于2019-06-26）.
- Sarah Kliff. . The Washington Post (WP5513). May 5, 2013  [May 24, 2013]. （原始内容存档于2013-05-13）.
- Timm, Jane C. . NBC News. October 23, 2018  [March 8, 2019]. （原始内容存档于2021-01-04）.
- . Health Affairs.   [August 10, 2019]. （原始内容存档于2021-03-20）.
- .   [Apr 29, 2011]. （原始内容存档于April 29, 2011）.

### Preliminary CBO documents
- Patient Protection And Affordable Care Act, Incorporating The Manager's Amendment （页面存档备份，存于）, December 19, 2009
  - Effects Of The Patient Protection And Affordable Care Act On The Federal Budget And The Balance In The Hospital Insurance Trust Fund (December 23, 2009)
  - Estimated Effect Of The Patient Protection And Affordable Care Act (Incorporating The Manager's Amendment) On The Hospital Insurance Trust Fund (December 23, 2009)
- Base Analysis—H.R. 3590, Patient Protection and Affordable Care Act （页面存档备份，存于）, November 18, 2009.
(The additional and/or related CBO reporting that follows can be accessed from the above link)
  - Estimated Distribution Of Individual Mandate Penalties (November 20, 2009)
  - Estimated Effects On Medicare Advantage Enrollment And Benefits Not Covered By Medicare (November 21, 2009)
  - Estimated Effects On The Status Of The Hospital Insurance Trust Fund (November 21, 2009)
  - Estimated Average Premiums Under Current Law (December 5, 2009)
  - Additional Information About Employment-Based Coverage (December 7, 2009)
  - Budgetary Treatment Of Proposals To Regulate Medical Loss Ratios (December 13, 2009)

### CMS Estimates of the impact of P.L. 111-148
- Estimated Financial Effects of the "Patient Protection and Affordable Care Act", as Amended （页面存档备份，存于）. April 22, 2010.
- Estimated Effects of the "Patient Protection and Affordable Care Act", as Amended, on the Year of Exhaustion for the Part A Trust Fund, Part B Premiums, and Part A and Part B Coinsurance Amounts （页面存档备份，存于）. April 22, 2010.

### CMS Estimates of the impact of H.R. 3590
- Estimated Financial Effects of the "Patient Protection and Affordable Care Act of 2009", as Proposed by the Senate Majority Leader on November 18, 2009 （页面存档备份，存于）. December 10, 2009.
- Estimated Effects of the "Patient Protection and Affordable Care Act" on the Year of Exhaustion for the Part A Trust Fund, Part B Premiums, and Part A and Part B Coinsurance Amounts （页面存档备份，存于）. December 10, 2009.

### Senate Finance Committee meetings
- Senate Finance Committee Hearings for the 111th Congress recorded by C-SPAN; also available from Finance.Senate.Gov (accessed April 1, 2012).

## 外部連結

### PPACA 相關內容
- Codification in U.S. Code is generally at 42 U.S.C. 18001 et sqq. To read it, start at GPO FDsys （页面存档备份，存于） by selecting, in the Year menu, the most recent year that lists Title 42. In Title 42, seek section 18001 and subsequent sections.
- Public Law 111–148 after consolidating the amendments made by PPACA Title X and by HCERA. （页面存档备份，存于）
- Full text, summary, background, provisions and more （页面存档备份，存于）, via Democratic Policy Committee (Senate.gov)
- Public Law 111–148 （页面存档备份，存于） U.S. Government Printing Office